# Żołnierze wyklęci

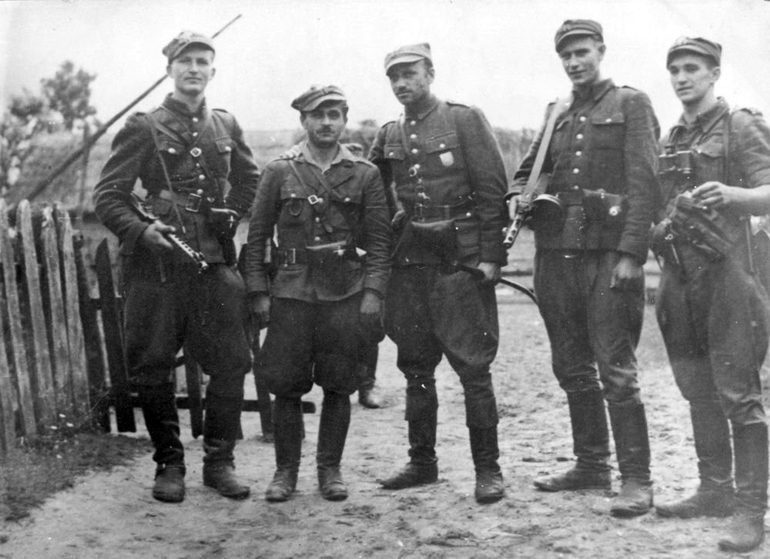
Żołnierze 5 Wileńskiej Brygady AK. Od lewej: ppor. Henryk Wieliczko „Lufa”, por. Marian Pluciński „Mścisław”, mjr Zygmunt Szendzielarz „Łupaszka”, wachm. Jerzy Lejkowski „Szpagat”, por. Zdzisław Badocha „Żelazny”

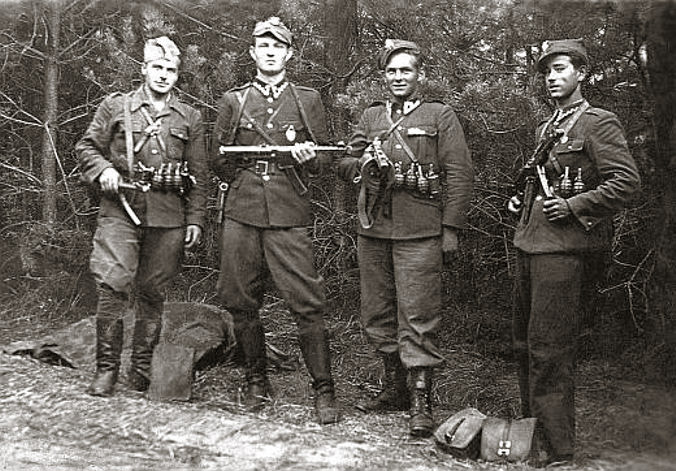
Żołnierze niepodległościowej partyzantki antykomunistycznej. Od lewej: Henryk Wybranowski „Tarzan”, Edward Taraszkiewicz „Żelazny”, Mieczysław Małecki „Sokół” i Stanisław Pakuła „Krzewina” (czerwiec 1947)

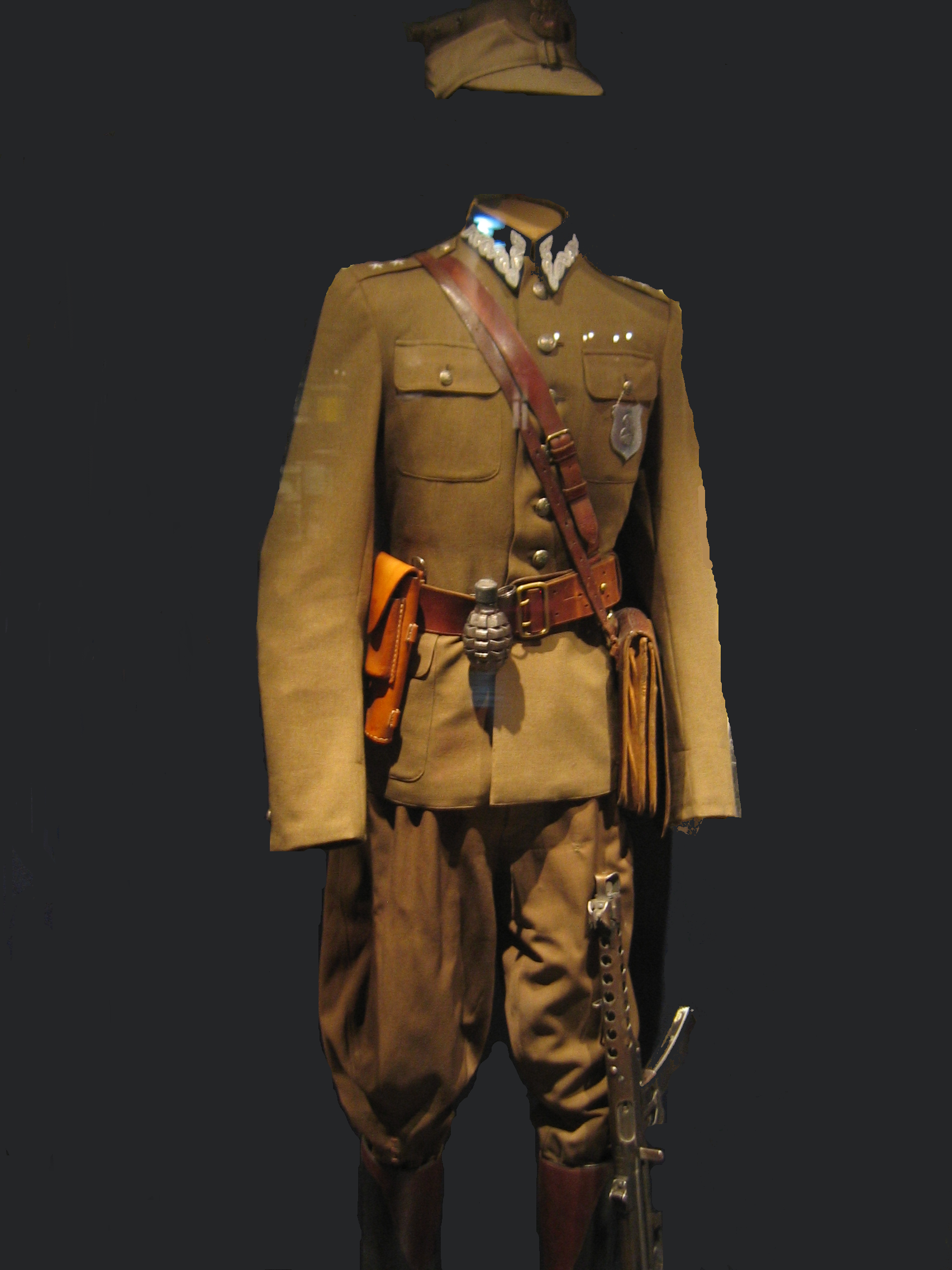
Mundur ppor. Edwarda Taraszkiewicza, oficera zrzeszenia Wolność i Niezawisłość, uwagę zwraca ryngraf z wizerunkiem Obrazu Matki Boskiej Częstochowskiej na lewej piersi

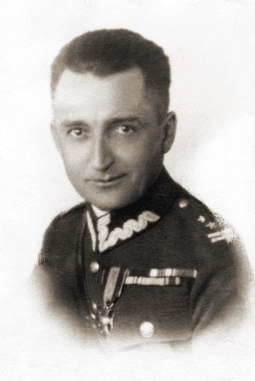
Gen. bryg. August Emil Fieldorf, budował struktury organizacji NIE, powołanej do stawienia oporu okupacji radzieckiej, ofiara mordu sądowego w 1953 roku

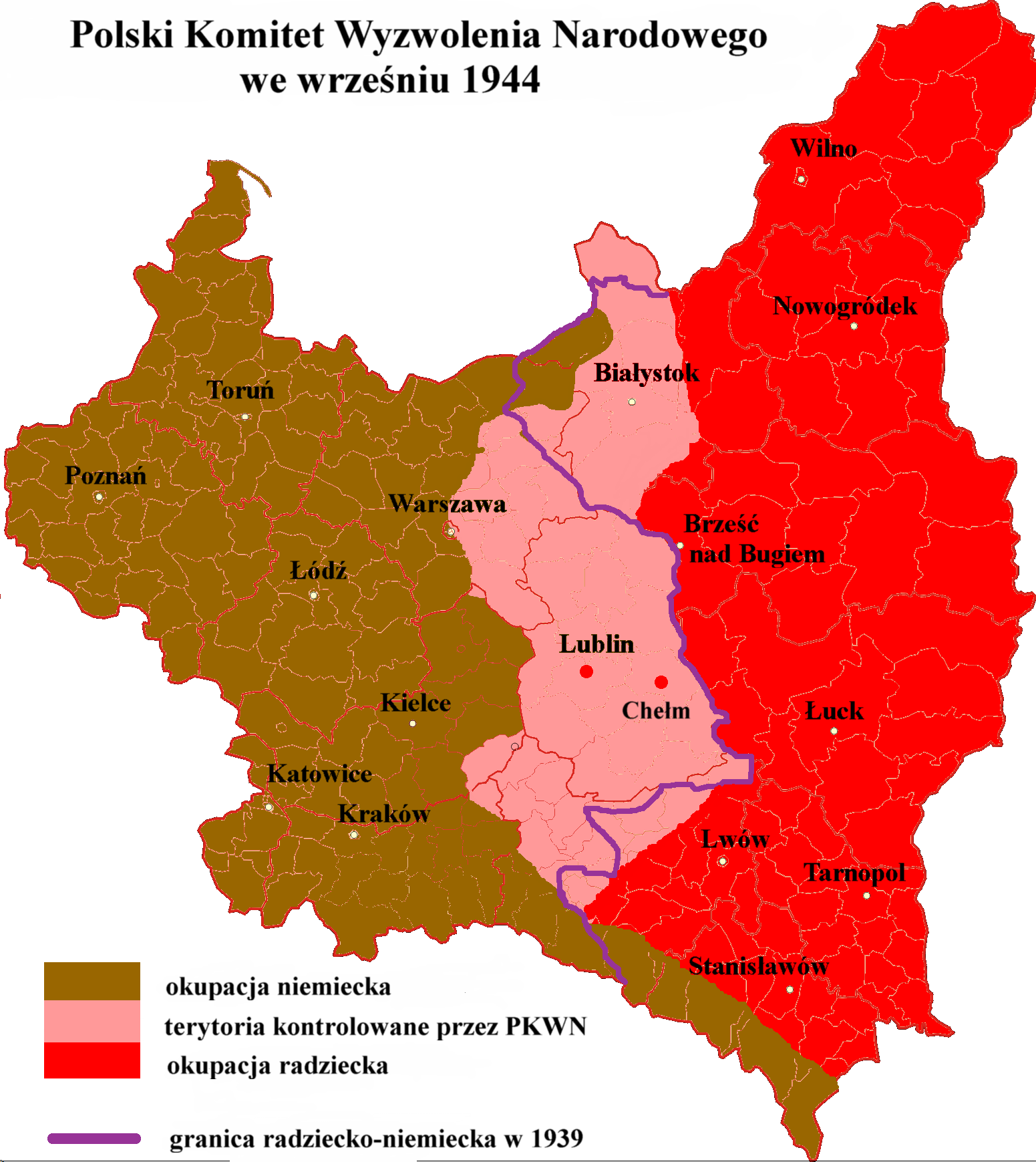
Terytoria kontrolowane przez Polski Komitet Wyzwolenia Narodowego we wrześniu 1944 roku

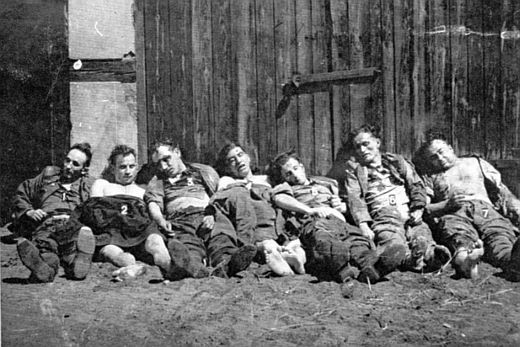
Ciała poległych w walkach z UB i MO w lipcu 1953 roku żołnierzy oddziału NZW por. Wacława Grabowskiego Puszczyka

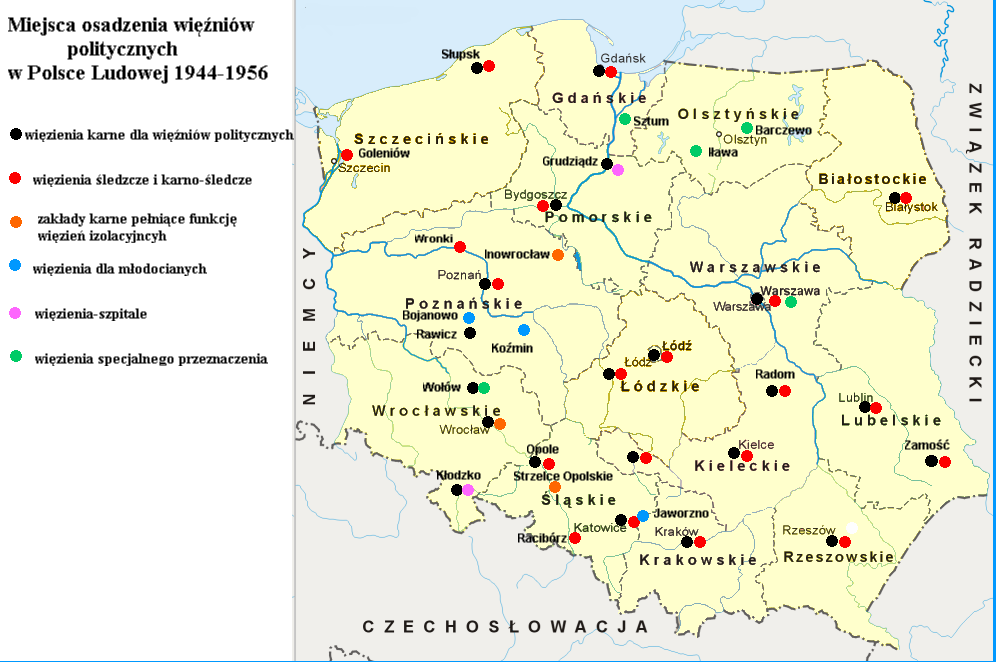
Miejsca osadzenia więźniów politycznych w Polsce Ludowej 1944-1956

Żołnierze wyklęci, żołnierze niezłomni, polskie powojenne podziemie niepodległościowe i antykomunistyczne – antykomunistyczny, niepodległościowy ruch partyzancki, stawiający opór sowietyzacji Polski i podporządkowaniu jej ZSRR toczący walkę ze służbami bezpieczeństwa ZSRR i podporządkowanymi im służbami w Polsce.
Liczbę członków wszystkich organizacji i grup konspiracyjnych szacuje się na 120–180 tysięcy osób. W ostatnich dniach II wojny światowej na terenie Polski działało 80 tysięcy partyzantów antykomunistycznych. Ostatni członek ruchu oporu – Józef Franczak ps. „Lalek” z oddziału kpt. Zdzisława Brońskiego „Uskoka” – zginął w obławie w Majdanie Kozic Górnych pod Piaskami (woj. lubelskie) osiemnaście lat po wojnie – 21 października 1963 roku. Powszechnie uznaje się, że większość niepodległościowych organizacji zbrojnych upadła na skutek braku reakcji USA i Wielkiej Brytanii i gwarantów postanowień konferencji jałtańskiej. Na ich sytuację miało też wpływ sfałszowanie przez PPR wyborów do Sejmu Ustawodawczego w styczniu 1947 i w konsekwencji ostateczne uznanie w ten sposób przez mocarstwa anglosaskie narzuconej przez ZSRR władzy w Polsce. Po masowych ujawnieniach (76 774 osoby) w trakcie powyborczej amnestii, w związku z załamaniem się oczekiwań na interwencję mocarstw, antykomunistyczne, niepodległościowe podziemie zbrojne liczyło po 1947 nie więcej niż dwa tysiące osób.

## Organizacje
Już w roku 1943 w związku z klęskami Wehrmachtu na froncie wschodnim dowództwo AK rozpoczęło tworzenie struktur na wypadek okupacji terytorium Polski przez Armię Czerwoną. Powstała organizacja NIE łącząca struktury cywilne i wojskowe, mająca na celu samoobronę i podtrzymywanie morale polskiego społeczeństwa w oczekiwaniu na wojnę Zachodu z ZSRR. Organizacja ta jednak została znacznie osłabiona w wyniku akcji „Burza” i powstania warszawskiego. Dodatkowym ciosem było aresztowanie dwóch najważniejszych osób w konspiracji: gen. bryg. Emila Fieldorfa i gen. bryg. Leopolda Okulickiego. 7 maja 1945 rozwiązano NIE i powołano nową organizację: Delegaturę Sił Zbrojnych na Kraj, która przetrwała kilka miesięcy i została zastąpiona Ruchem Oporu bez Wojny i Dywersji „Wolność i Niezawisłość”.
Na okupowanym przez Armię Czerwoną terytorium Polski, ustanawiane były komendantury wojskowe Armii Czerwonej umożliwiające działalność i terror NKWD i organizowanym przez NKWD organom Resortu Bezpieczeństwa Publicznego formalnie podporządkowanym marionetkowemu PKWN. Rząd RP na uchodźstwie utracił szerokie uznanie międzynarodowe 5 lipca 1945 po utworzeniu Tymczasowego Rządu Jedności Narodowej, który zgodnie z ustaleniami konferencji jałtańskiej miał przeprowadzić wolne wybory w celu wyłonienia ostatecznego rządu w Polsce.
WiN zamierzało unikać konfrontacji i walk, a skupić się na metodach politycznego i propagandowego wpływu na społeczeństwo. W zbliżających się wyborach poparto jedyną istniejącą legalną opozycję: Polskie Stronnictwo Ludowe.

### Podstawowe organizacje
1. Armia Krajowa
2. Armia Krajowa Obywatelska
3. Armia Polska w Kraju
4. Delegatura Sił Zbrojnych na Kraj
5. Konspiracyjne Wojsko Polskie
6. Narodowe Siły Zbrojne
7. Narodowe Zjednoczenie Wojskowe
8. NIE
9. Ruch Oporu Armii Krajowej
10. Rzeczpospolita Polska Walcząca[8]
11. Wielkopolska Samodzielna Grupa Ochotnicza Warta
12. Wolność i Niezawisłość
13. Wolność i Sprawiedliwość

## Działalność

### Żołnierze wyklęci na Kresach Wschodnich
Po wkroczeniu Armii Czerwonej na terytorium Polski w 1944 roku NKWD, NKGB i Smiersz rozpoczęły aresztowania, deportacje i terror wobec polskiej ludności cywilnej. Jeszcze w okresie okupacji niemieckiej działalność radzieckich dywersantów spadochronowych polegała głównie na tropieniu i rozszyfrowywaniu oddziałów Armii Krajowej, mordowaniu ludności wiejskiej, udzielającej pomocy Armii Krajowej, napadaniu na dwory, paleniu kościołów i likwidowaniu inteligencji polskiej. Do kontroli polskich ziem wschodnich użyto oddziałów NKWD, oddziałów Armii Czerwonej i miejscowej milicji, rekrutującej się z czerwonej partyzantki. Przykładowo oddziały partyzantki radzieckiej im. Czapajewa rabowały wsie w okręgu nowogródzkim. W rejonie Lidy w ciągu 3 miesięcy NKWD wymordowało 9800 osób. W Szczuczynie Nowogródzkim zamordowano 8000 osób. W Oszmianie 6000 osób. W sierpniu 1944 roku z Wilna wywieziono kilkanaście tysięcy mężczyzn do Kaługi. 35 000 aresztowanych w Wilnie deportowano do południowej części Związku Radzieckiego i na Syberię. Liczbę Polaków deportowanych z terenów byłych województw wileńskiego i nowogródzkiego do grudnia 1944 oceniano na ok. 80 000 osób. Do stycznia 1945 roku oceniano liczbę Polaków aresztowanych i wywiezionych do Związku Radzieckiego na ok. 5000 w Grodnie i ok. 10 000 w Białymstoku.

NKWD z całą pasją wściekłości przeprowadza aresztowania dowódców AK. Bada w bestialski sposób, bije drutem kolczastym, kłuje szpilki za paznokcie, łamie żebra i wszystkich wywozi do Rosji... Za linią Curzona NKWD organizuje obławy na Polaków i morduje ich na miejscu bądź wywozi mężczyzn i kobiety zdolnych do pracy lub wojska. Siłą wyrzucają rodziny polskie na zachód poza linię Curzona.

Krwawa okupacja sowiecka bestialstwem przewyższyła niemiecką. Aresztowania w każdej wsi, mordy, gwałcenie dziewcząt, grabież. Aresztowanych dziesiątki tysięcy; wywożą w nieznanym kierunku na amerykańskich samochodach lub torturują nagich w lochach z wodą.

Podziemie niepodległościowe działało również na Kresach Wschodnich, włączonych w wyniku umowy PKWN do ZSRR we wrześniu 1944 roku, szczególnie na ziemiach grodzieńskiej, nowogródzkiej i wileńskiej. Wśród oddziałów podziemia operujących na tym obszarze były m.in.: oddział płk. Macieja Kalenkiewicza „Kotwicz”, cichociemnego, dowódcy Okręgu Nowogródzkiego AK, oddział ppor. Czesława Zajączkowskiego „Ragnera” walczący w Nowogródzkiem, oddział por. Jana Borysewicza ps. „Krysia”, „Mściciel”, oddział ppor. Anatola Radziwonika „Olecha” operujący na ziemi lidzkiej, oddział ppor. Mieczysława Niedzińskiego „Mena” walczącego na Grodzieńszczyźnie. Jednym z ostatnich polskich żołnierzy czynnie walczących na Kresach był Jan Hryncewicz ps. „Bogdan” pochodzący spod Lidy. Został ujęty w sierpniu 1953 i później zamordowany. Rotmistrz Zdzisław Szyłeyko w swojej pracy Lepsza strona czasu będącej wspomnieniami z walk partyzanckich na polskich Kresach podaje, że we wrześniu 1955 zginął na Wileńszczyźnie w walce z Sowietami partyzant z oddziału „Kmicica” – Franciszek Polakiewicz ps. „Ben Hur”.

### Represje NKWD i Ministerstwa Bezpieczeństwa Publicznego

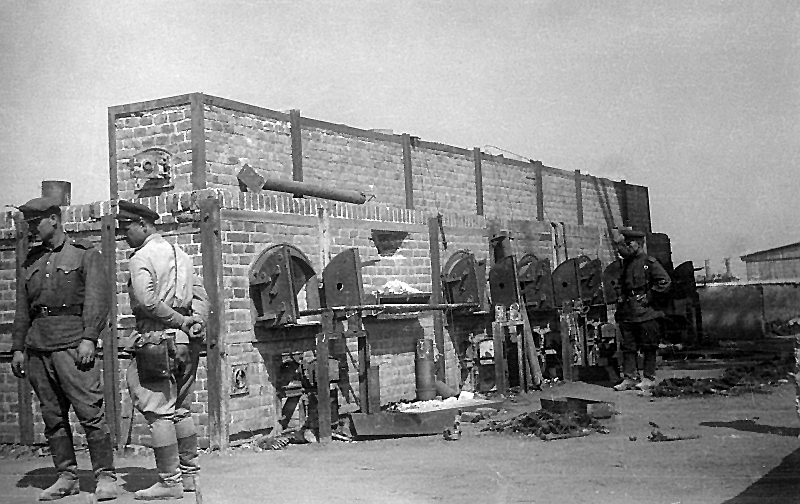
Sierpień 1944 – żołnierze Armii Czerwonej w zajętym niemieckim obozie koncentracyjnym na Majdanku, działał tam już obóz NKWD na Majdanku, wykorzystujący infrastrukturę niemiecką

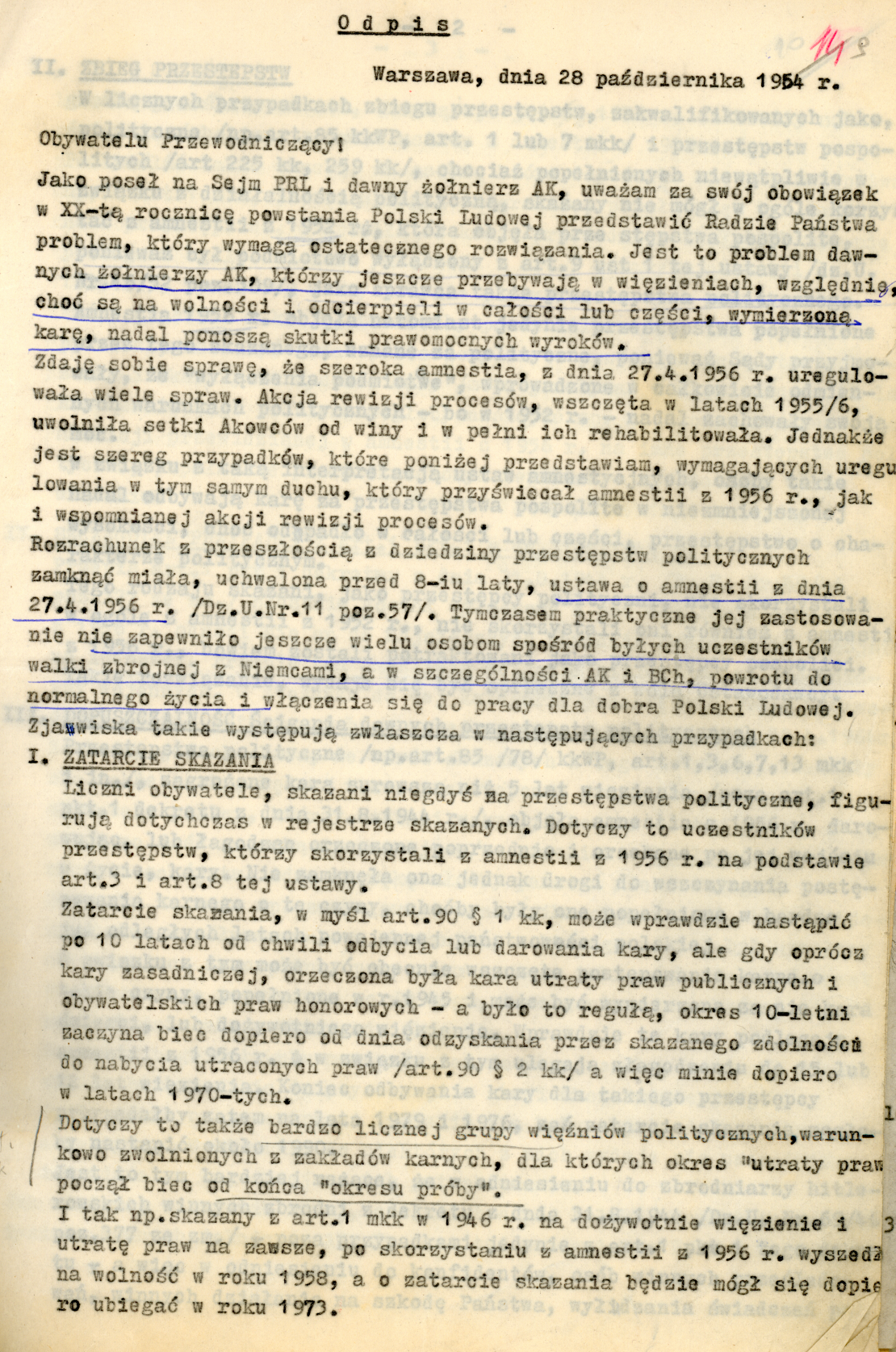
List Konstantego Łubieńskiego do władz PRL w sprawie więzienia żołnierzy Armii Krajowej z 1964 roku.

Na terenach polskich zajmowanych przez Armię Czerwoną i LWP tworzone były obozy koncentracyjne i inne miejsca odosobnienia, w których przetrzymywano także żołnierzy Armii Krajowej i członków polskiego podziemia niepodległościowego. Np. od lata 1944 r. w obozie NKWD w Miednikach Królewskich k. Wilna zamknięto ok. 8 tys. żołnierzy AK. Pod Siedlcami, w miejscowości Krześlin, NKWD zorganizowało obóz koncentracyjny dla aresztowanych działaczy polskiego podziemia, których umieszczono w dołach o głębokości 8 m i powierzchni 2 na 2 m, gdzie woda sięgała do kolan. Na terenie Polski powstało w tym okresie kilkadziesiąt obozów, w których ze względu na bardzo złe warunki panowała bardzo wysoka śmiertelność.
Ocenia się, że między listopadem 1944 roku a majem 1945 roku do obozów pracy na Syberii trafiło przynajmniej 50 tysięcy Polaków, a przynajmniej dwukrotnie więcej znalazło się w obozach utworzonych w Polsce.

W Lubartowie pod Lublinem jest obóz dla oficerów AK oraz oficerów armii Żymierskiego, którym udowodniono przynależność do AK, lub inne „przestępstwa” polityczne. W obozie jest około sześć tysięcy oficerów. Obóz jest kierowany i dozorowany przez NKWD. Warunki higieniczne, odżywianie i traktowanie fatalne. Co kilka dni wywozi się większą partię więźniów w niewiadomym kierunku.

Berlingowcy i NKWD stosują niesłychany terror do ludności polskiej. Grabieże, mordy, gwałty. Dnia 7.3. spalono wieś Guty, pow. Ostrów Mazowiecki. Ludność wymordowano. Dzieci i kobiety żywcem rzucano w ogień.

Rząd lubelski i NKWD walczą bezwzględnie z każdym, kto nie współpracuje. Terror wzmaga się, przepełnione więzienia. Liczne obozy koncentracyjne. Największe: Rembertów, Sikawa koło Łodzi i Mysłowice.

Dnia 28.V, do obozu w Rembertowie przywieziono ok. 100 więźniów politycznych z Białegostoku. Obecnie w obozie umiera z głodu 13–15 osób dziennie. Ciała chowa się w lesie, na mogiłach sadzi się drzewa, by nie było śladu.

NKWD i bezpieka walczyły z konspiracją niepodległościową podstępnymi metodami. Już w 1945 roku po aresztowaniu Jana Mazurkiewicza ps. „Radosław” utworzono tzw. Centralną Komisję Likwidacyjną AK. „Radosław” zwrócił się do byłych żołnierzy Armii Krajowej z apelem o ujawnienie się i skorzystanie z amnestii. Była ona jednak podwójnym oszustwem – nie dość, że obiecywała „łaskę”, mimo iż żołnierze AK nie popełnili przestępstw przeciwko narodowi, to jeszcze ubecy mieli tajną instrukcję, by ujawniających się AK-owców po ich ewidencji „internować i odosobnić”. W 1945 roku ujawniło się ok. 50 tys. żołnierzy podziemia. Taktykę tę powtórzono również w amnestii z 1947 roku, ujawniły się wtedy 76 774 osoby. Zebrana w toku przesłuchań wiedza posłużyła do późniejszych represji wobec ujawnionych i dotarcia do osób nadal prowadzących walkę.
Wiarołomne obietnice, groźby i tortury bezpieki okazały się główną bronią w walce z dowództwem antykomunistycznego podziemia. I Zarząd WiN pojmano, gdy szef Departamentu Śledczego MBP Józef Różański obiecał aresztowanej kurierce Emilii Malessie, że nikomu nic się nie stanie. Kurierka natychmiast podjęła próby interwencji, domagając się dotrzymania umowy i uwolnienia ujawnionych przez nią żołnierzy podziemia, ale nie przyniosło to żadnego skutku. W 1949 roku w akcie protestu i rozpaczy popełniła samobójstwo. Aresztowany prezes I Zarządu WiN Jan Rzepecki, mimo iż krytykował Jana Mazurkiewicza, zawierzywszy gwarancjom śledczych MBP o nierepresjonowaniu ujawnił wszystkich swoich współpracowników i nawoływał do ujawnienia się pozostałych członków WiN-u.
Również szef IV Zarządu WiN podpułkownik Łukasz Ciepliński został zmuszony torturami i obietnicami do zdekonspirowania współpracowników. Po likwidacji IV zarządu UB utworzył w ramach operacji Cezary fikcyjny V Zarząd WiN, którego głównym celem była dezinformacja wywiadów zachodnich.
W sumie zdaniem prof. Jana Żaryna ponad 20 tysięcy żołnierzy zginęło bądź zostało zamordowanych skrytobójczo lub w więzieniach NKWD i UB, część wywieziono na Wschód, wielu skazano na kary pozbawienia wolności. W końcu lat 40. i na początku 50. ponad 250 tys. ludzi więziono i przetrzymywano w obozach pracy.

### Walki zbrojne
Akcje większości oddziałów podziemia antykomunistycznego były wymierzone w oddziały zbrojne UB, KBW, MO. Podziemie prowadziło również akcje ekspropriacyjne. Największą zorganizowaną jednostką prowadzącą na terenie powojennej Polski również regularne walki z siłami bezpieczeństwa była 6 Wileńska Brygada (WiN). Działania przeciw siłom bezpieczeństwa prowadził również m.in. wielkopolski oddział Antoniego Fryszkowskiego: atak na spółdzielnię Samopomocy Chłopskiej w Wierzbinku (wrzesień 1946) i atak na spółdzielnię SCh w Mostkach (maj 1947).

W ostatnich tygodniach na terenie całego kraju wzmaga się działalność band reakcyjnych i konspiracyjna działalność antypaństwowa. Jesteśmy w posiadaniu dokumentów stwierdzających, że akcja ta jest popierana przez legalne stronnictwa opozycyjne, które z tą akcją sympatyzują.

Do walki z polskim podziemiem Państwowy Komitet Bezpieczeństwa skierował: 47 pułków piechoty, 2 brygady artylerii ciężkiej, 18 pułków artylerii lekkiej, 5 samodzielnych dywizjonów artylerii ciężkiej, 5 pułków czołgów, 3 pułki kawalerii i jeden pułk saperów Wojska Polskiego, 2 pułki Korpusu Bezpieczeństwa Wewnętrznego, 14 batalionów operacyjnych, 18 batalionów ochrony i 13 kompanii konwojowych, z Milicji Obywatelskiej skierowano łącznie 52 808 milicjantów. Ogółem do walk z podziemiem zbrojnym przeznaczono ok. 150–180 tys. żołnierzy i milicjantów. Razem z ORMO zaangażowano ponad 250 tys. żołnierzy, milicjantów i ormowców.

Wszystkich tych, którzy działają przeciwko nam, niszczyć w sposób podany w okólniku z dnia 18 lutego 1945 [...] z tym, że każdy wypadek należy uprzednio zgłosić na ręce szefa NKWD danej miejscowości. W razie przejawów większej i nieuchwytnej działalności AK w danym terenie należy wykonać ogólną pacyfikację. Wszystkie przestępstwa, jakie zdarzają się na terenie, składać na rachunek AK.

## Oceny

### Stanowisko Episkopatu Polski z 1950
14 kwietnia 1950 roku Episkopat Polski podpisał porozumienie z władzami komunistycznymi. Punkt 8 porozumienia głosił, że Kościół katolicki, potępiając zgodnie ze swymi założeniami każdą zbrodnię, zwalczać będzie również zbrodniczą działalność band podziemia oraz będzie piętnował i karał konsekwencjami kanonicznymi duchownych, winnych udziału w jakiejkolwiek akcji podziemnej i antypaństwowej.

### Nazwa
Uczestnicy ruchu partyzanckiego określani są jako „żołnierze wyklęci”, „żołnierze drugiej konspiracji” czy jako „żołnierze niezłomni”. Propaganda PRL określała żołnierzy podziemia niepodległościowego jako bandy reakcyjnego podziemia. Określenie „żołnierze wyklęci” powstało w 1993 – użyto go pierwszy raz w tytule wystawy Żołnierze Wyklęci – antykomunistyczne podziemie zbrojne po 1944 r., organizowanej przez Ligę Republikańską na Uniwersytecie Warszawskim. Jego autorem był Leszek Żebrowski. Stanowi ono bezpośrednie odwołanie do listu otrzymanego przez wdowę po jednym z żołnierzy podziemia, w którym, zawiadamiając o wykonaniu wyroku śmierci na jej mężu, dowódca jednostki wojskowej pisze o nim: wieczna hańba i nienawiść naszych żołnierzy i oficerów towarzyszy mu i poza grób. Każdy, kto czuje w sobie polską krew, przeklina go – niech więc wyrzeknie się go własna jego żona i dziecko. Termin „żołnierze wyklęci” upowszechnił Jerzy Ślaski, publikując książkę o takim tytule.

## Upamiętnienie

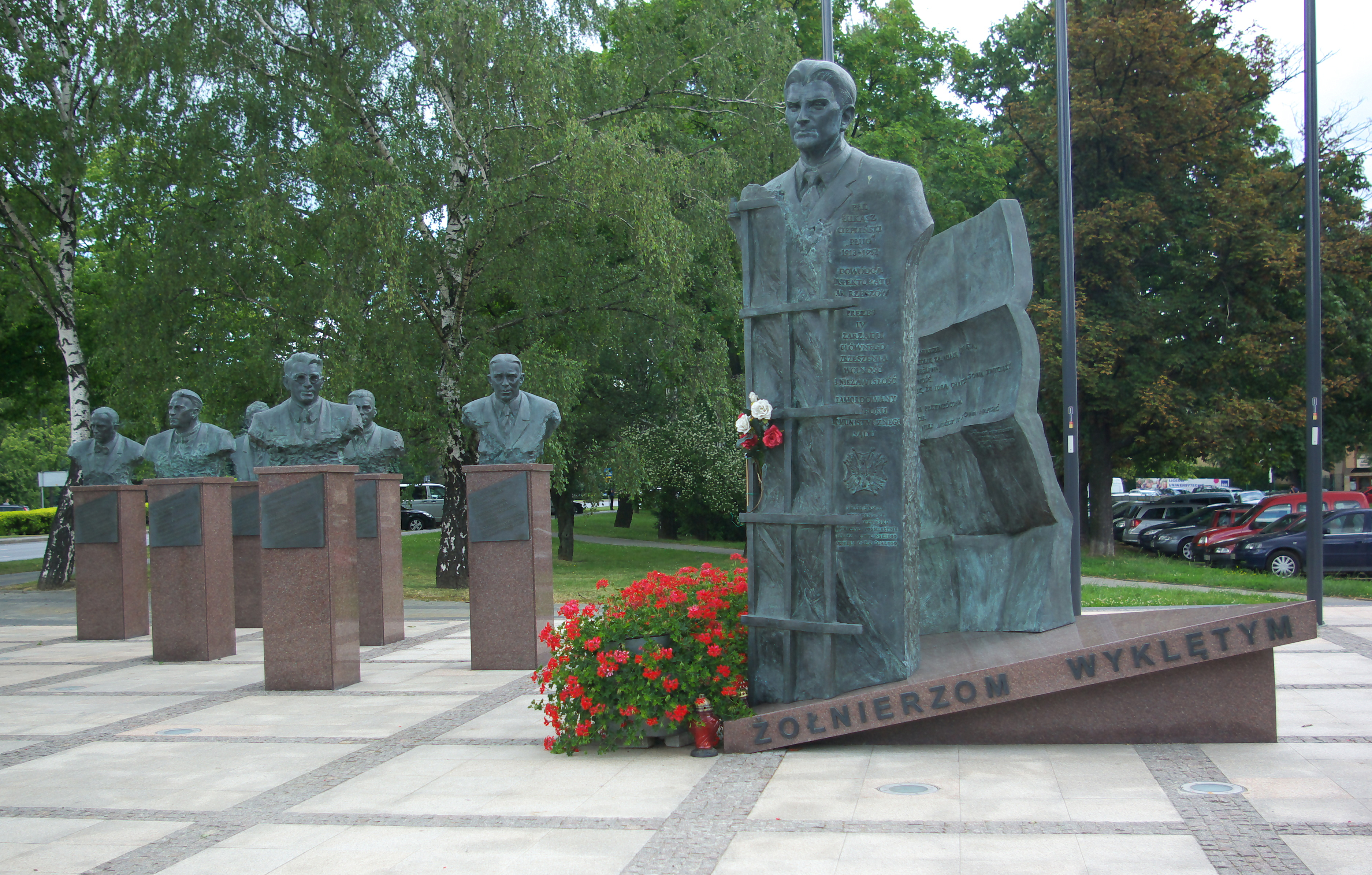
Pomnik Żołnierzy Wyklętych w Rzeszowie

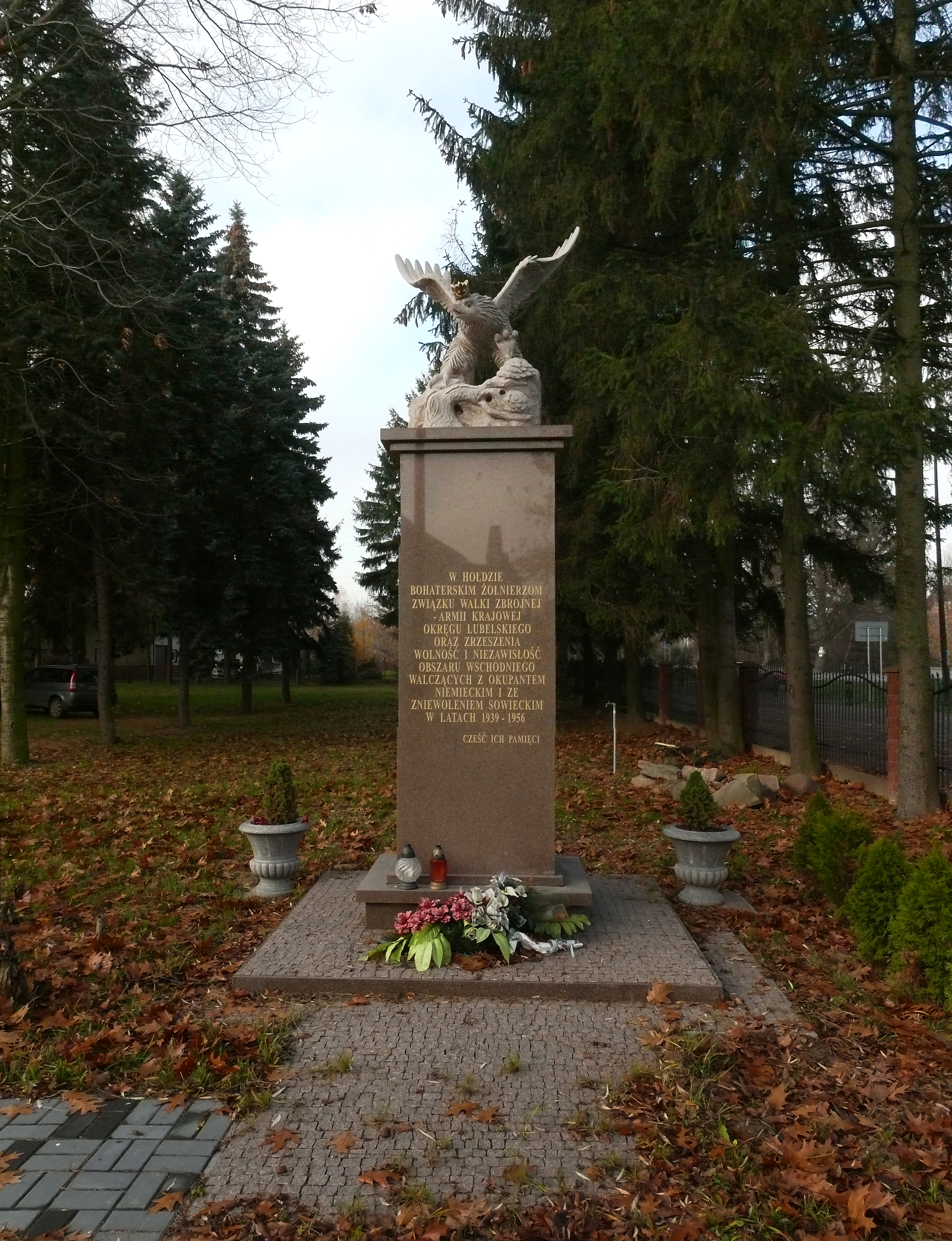
Pomnik „Bohaterskim żołnierzom ZWZ-AK-WiN” w Lublinie

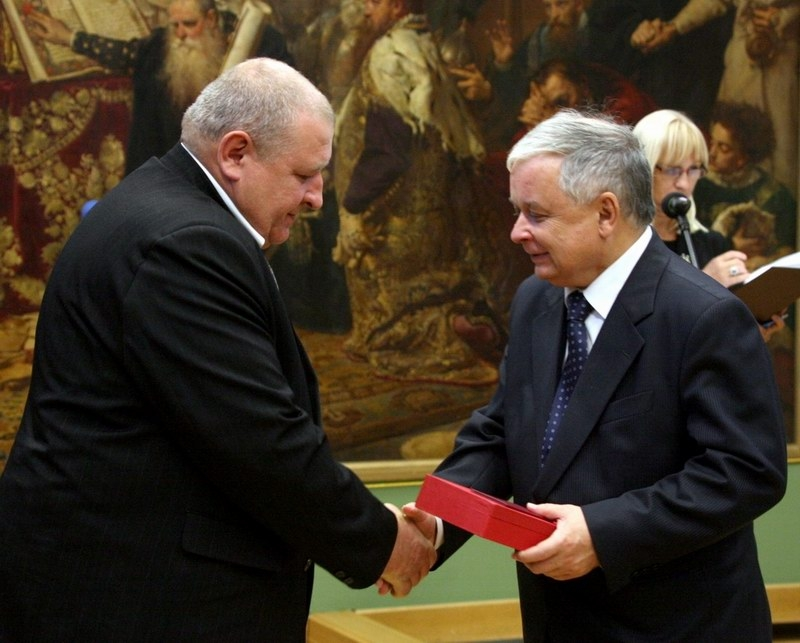
Lech Kaczyński, wizyta w Lublinie. Przekazanie Krzyża Komandorskiego z Gwiazdą Orderu Odrodzenia Polski, nadanego pośmiertnie Józefowi Franczakowi – „Lalkowi”, na ręce syna – Marka Franczaka

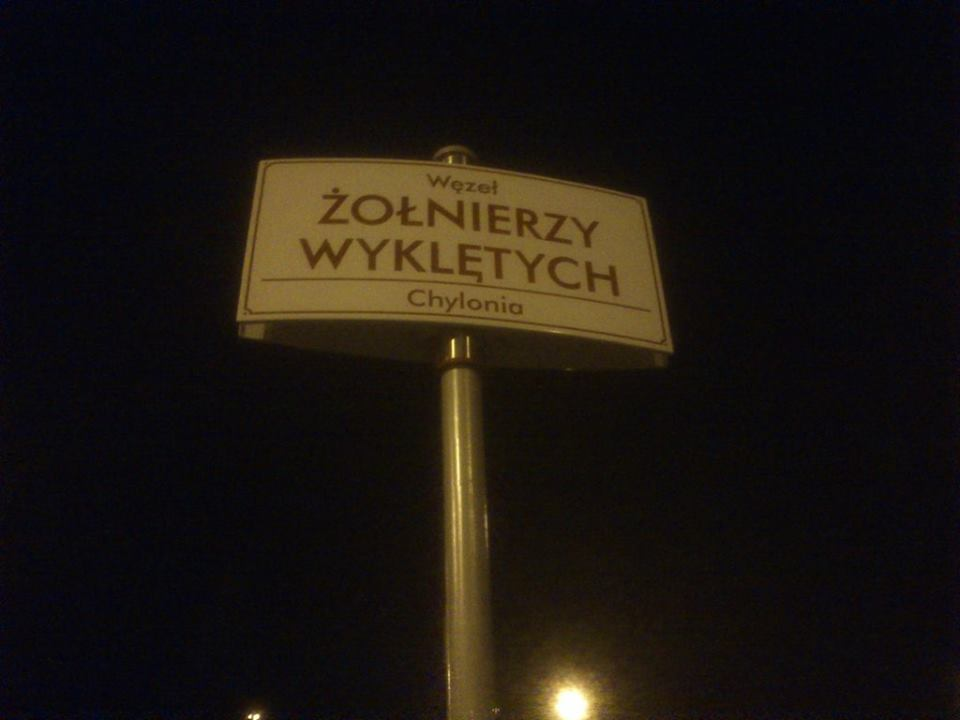
Węzeł imienia Żołnierzy Wyklętych. Skrzyżowanie w Chyloni, dzielnicy Gdyni

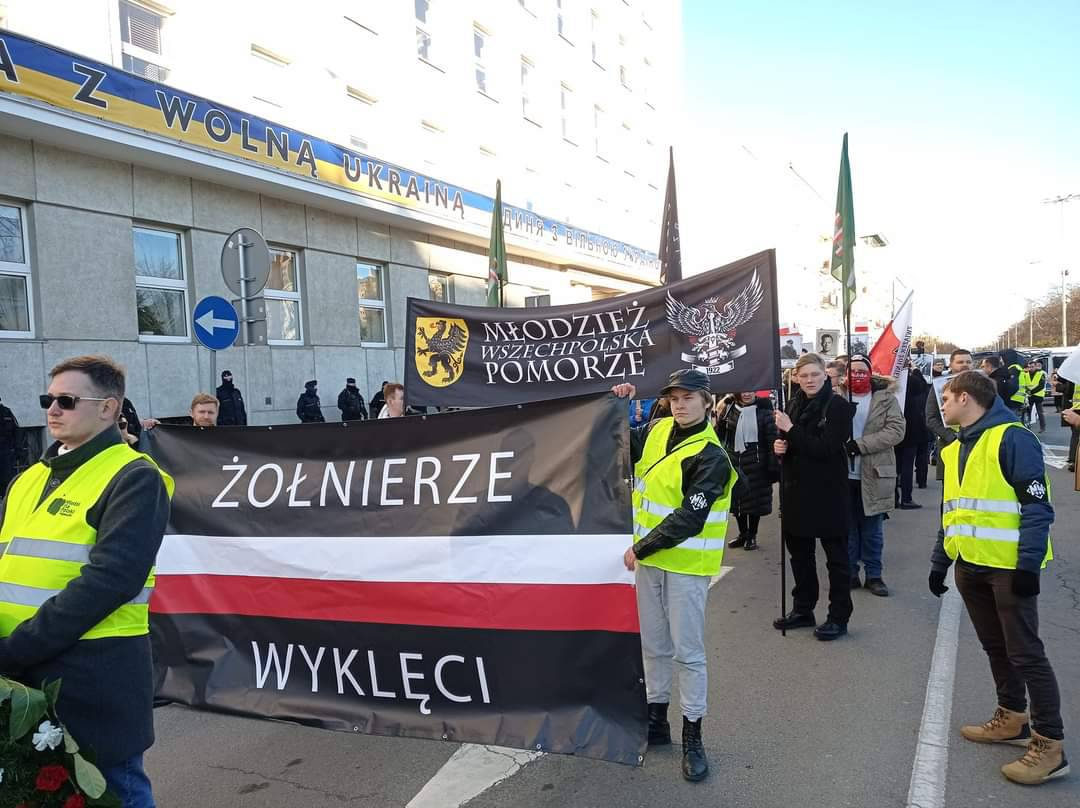
Marsz upamiętniający Żołnierzy Wyklętych w Gdyni w 2022 roku. Była to 8. edycja tego corocznego marszu w Gdyni.

### Narodowy Dzień Pamięci „Żołnierzy Wyklętych”
Od 2011 roku dzień 1 marca został ustanowiony świętem państwowym, poświęconym żołnierzom zbrojnego podziemia antykomunistycznego. Narodowy Dzień Pamięci „Żołnierzy Wyklętych” jest obchodzony corocznie, nie jest jednak dniem wolnym od pracy. Pierwszy dzień marca jest dniem szczególnie symbolicznym dla żołnierzy antykomunistycznego podziemia – tego dnia w 1951 roku wykonany został wyrok śmierci na kierownictwie IV Komendy Zrzeszenia „Wolność i Niezawisłość”.

### Najwyższe odznaczenia państwowe dla „Żołnierzy Wyklętych”
Stefan Korboński został pośmiertnie odznaczony Orderem Orła Białego w 1995 roku przez prezydenta Lecha Wałęsę.
Łukasz Ciepliński, August Emil Fieldorf, Wincenty Kwieciński, Franciszek Niepokólczycki, Witold Pilecki i Jan Rzepecki zostali pośmiertnie odznaczeni Orderem Orła Białego przez prezydenta Lecha Kaczyńskiego.
Za wybitne zasługi dla niepodległości Rzeczypospolitej Polskiej zostali pośmiertnie odznaczeni Krzyżem Wielkim Orderu Odrodzenia Polski: Marian Bernaciak, Hieronim Dekutowski, Kazimierz Kamieński, Stanisław Kasznica, Władysław Łukasiuk, Stanisław Marchewka, Jan Rodowicz, Józef Rybicki, Zygmunt Szendzielarz, Jan Tabortowski, Edward Taraszkiewicz i Leon Taraszkiewicz.

## Kontrowersje
Część badaczy reprezentuje pogląd głoszący, że podziemie antykomunistyczne było antysemickie i odpowiedzialne jest za mordy na Żydach. Zdaniem socjolożki prof. Barbary Engelking podziemie antykomunistyczne w swojej propagandzie często posługiwało się przedwojennymi wątkami antysemickimi i stereotypem żydokomuny.
Według badań Instytutu Pamięci Narodowej, antysemityzm wśród Żołnierzy Wyklętych mógł być związany z dużym udziałem Żydów i osób pochodzenia żydowskiego w kierownictwie UB.
Historyk Maciej Korkuć wskazuje na fakt strzelania do kilkunastu żydowskich cywili przez podkomendnych Józefa Kurasia „Ognia” w okolicy Krościenka. Zaznacza, że akcja określona przez niego jako zbrodnia nie była rozkazem „Ognia”. Historyk Jan Tomasz Gross podaje, że oddział Kurasia zamordował wówczas 11 osób, raniąc 7.
5 lutego 1946 oddział Edwarda Taraszkiewicza „Jastrzębia” opanował na kilka godzin miasto Parczew w którym dokonał aprowizacji, zabił milicjanta oraz 3 Żydów w służbie MO. Informacje o ukaraniu ludności żydowskiej za terroryzowanie Polaków i regularny rabunek okolicznych chłopów przyjeżdżających na targ pojawiają się w spisanej w 1948 roku Kronice oddziału Żelaznego, gdzie jeden z autorów tekstu opisuje tło społeczno-ekonomiczne oraz plan ataku na struktury aparatu bezpieczeństwa podległego władzy ludowej w Parczewie. Uprzywilejowana żydowska ochrona miasta mogąca jako jedyna poza MO/UB legalnie nosić broń, nękająca miejscową ludność była wcześniej ostrzeżona przez Jastrzębia, że jeśli nie zaprzestanie tego procederu to osobiście ich ukarze. Informacja o etnicznych przyczynach ataku została spreparowana przez aparat propagandy władzy ludowej dla celów politycznych, a następnie była powtarzana przez różnych historyków powołujących się na wątpliwe źródła pochodzące z aparatu bezpieki.
20 czerwca 1945 roku jednostka NSZ w Żelechowie zabiła trójkę Żydów, wcześniej 11 czerwca oddział ten zabił grupę „polskich działaczy demokratycznych”, wśród których znalazło się kilku Żydów. Według świadka zabitych później osób szukano jako Żydów. Według wyliczeń Józefa Adelsona akcja pociągowa współorganizowana przez NSZ pochłonęła życie 200 Żydów. Zdaniem Marka Edelmana członkowie podziemia w czasie tej akcji wyciągali z pociągów głównie Żydów.
Na przełomie stycznia i lutego 1946 Romuald Rajs ps. „Bury”, stojący na czele oddziału Pogotowia Akcji Specjalnej (PAS) Narodowego Zjednoczenia Wojskowego, dokonał serii zbrodni na ludności białoruskiej w Zaleszanach (16 zabitych), Wólce Wygonowskiej (2 zabitych), Puchałach Starych (30 zabitych) oraz Zaniach i Szpakach (31 zabitych). Niektóre z nich IPN określił jako niosące znamiona ludobójstwa. 30 stycznia 2011 roku na Podlasiu oddano hołd 79 ofiarom tych zbrodni. Oficerem NZW współodpowiedzialnym za zbrodnię w Piskorowicach na ludności ukraińskiej był Józef Zadzierski. 6 czerwca 1945 roku oddział Narodowych Sił Zbrojnych pod dowództwem Mieczysława Pazderskiego dokonał zbrodni w Wierzchowinach, mordując tam 196 osób pochodzenia ukraińskiego.
Profesor Rafał Wnuk, znawca tematu polskiego podziemia niepodległościowego, m.in. współtwórca wystawy w Muzeum II Wojny Światowej w Gdańsku i twórca wielokrotnie nagradzanego „Atlasu polskiego podziemia niepodległościowego 1944-1956”, jest przeciwnikiem stosowania pojęcia „żołnierze wyklęci”. Zarzuca tak ujmowanemu zagadnieniu zbytnie uogólnienie i ujednorodnianie rozmaitych postaw osób represjonowanych przez komunistyczny aparat terroru. Poszczególne grupy reprezentowały nieraz krańcowo odmienne wizje odrodzonej Polski oraz sposobów osiągnięcia niepodległości, a niektóre organizacje zwalczały się wzajemnie (jak np. AK i Związek Jaszczurczy). Powołując się na przykłady rtm. Pileckiego oraz gen. Fieldorfa przeciwstawia ich postawom „żołnierzy wyklętych” walczących z bronią w ręku w realiach powojennych.
Zdaniem historyka i działacza białoruskiej mniejszości narodowej Olega Łatyszonka wśród żołnierzy wyklętych znajdowali się bandyci, jednak odpowiedzialność nie przenosi się na wszystkich.

## Żołnierze i dowódcy podziemia polskiego

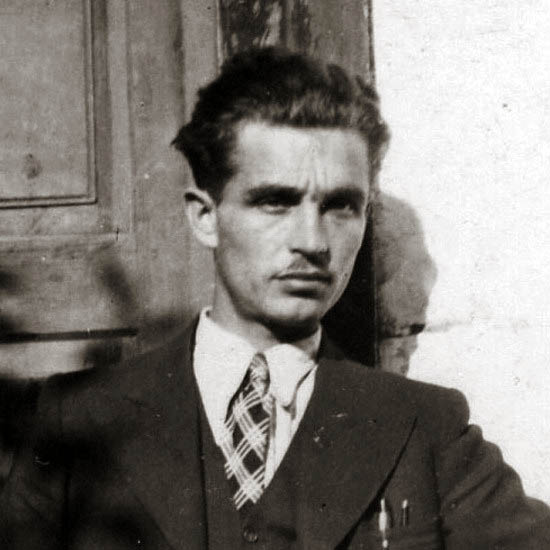
Marian Bernaciak – „Orlik”
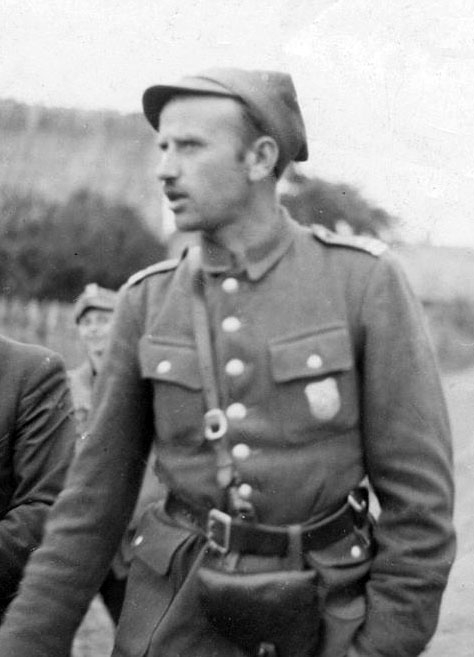
Zygmunt Szendzielarz – „Łupaszka”
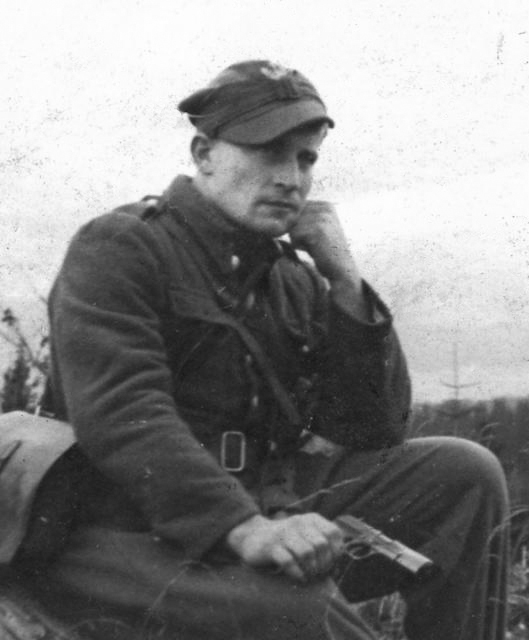
Józef Kuraś – „Ogień”
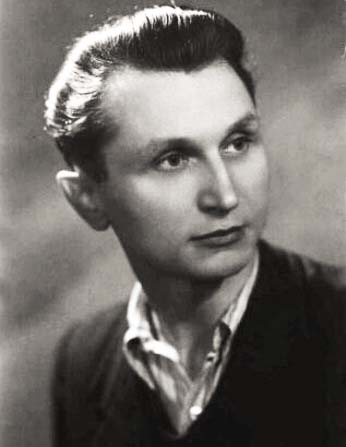
Stanisław Sojczyński – „Warszyc”
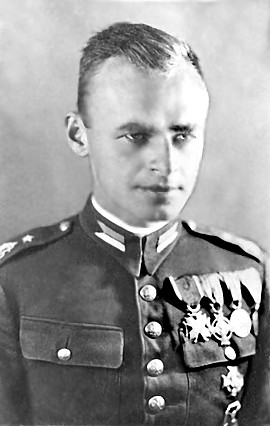
Witold Pilecki – „Witold”
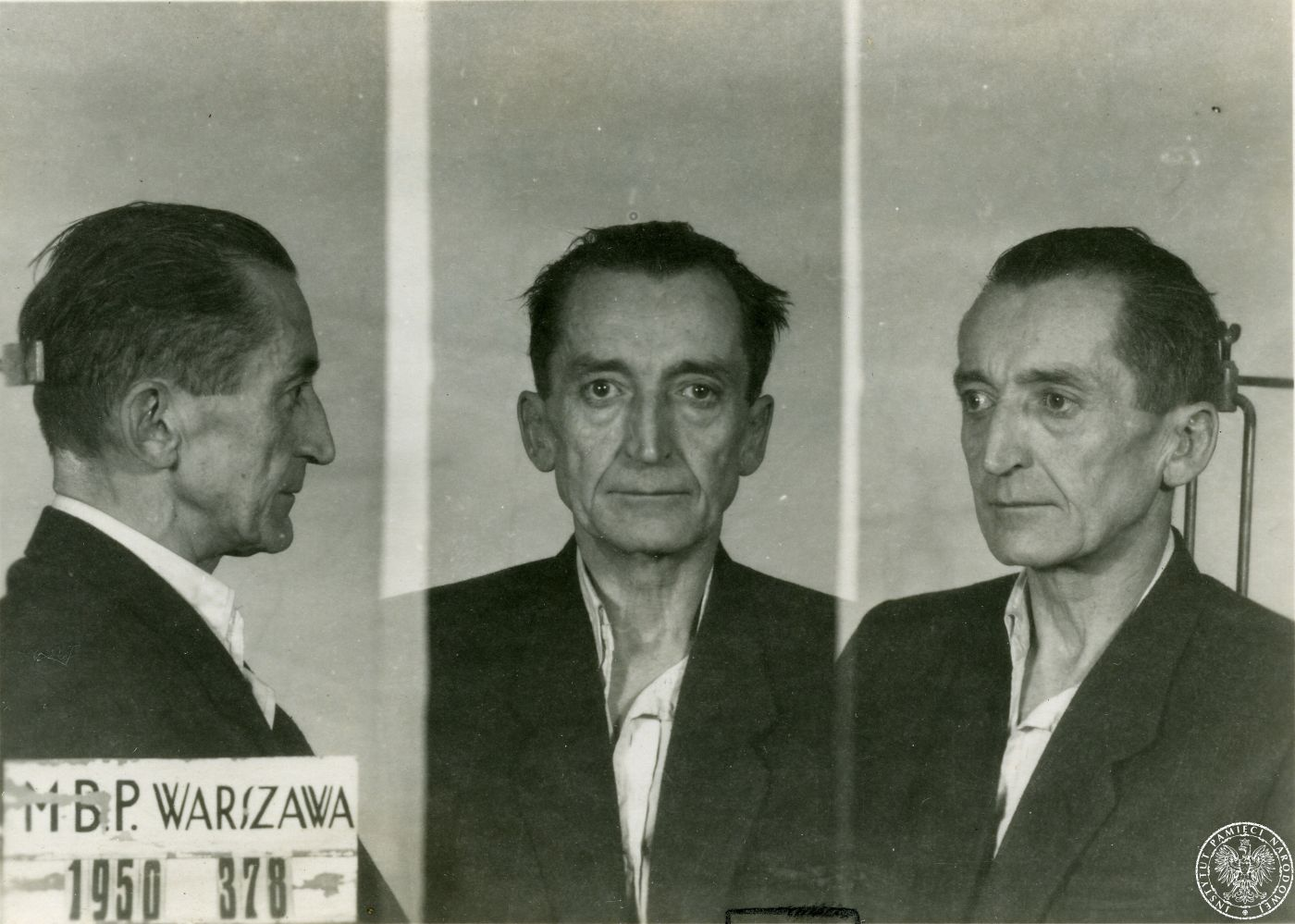
August Emil Fieldorf – „Nil”
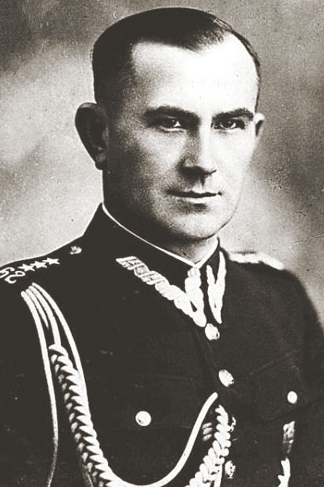
Władysław Liniarski – „Mścisław”
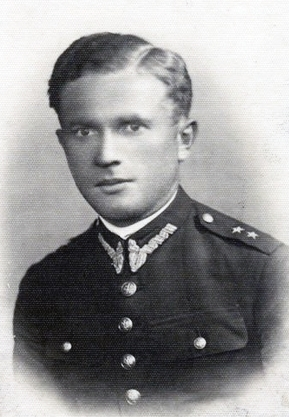
Jan Tabortowski – „Bruzda”
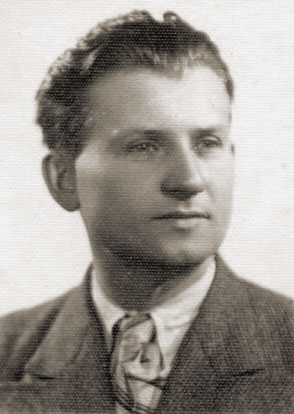
Łukasz Ciepliński – „Ludwik”
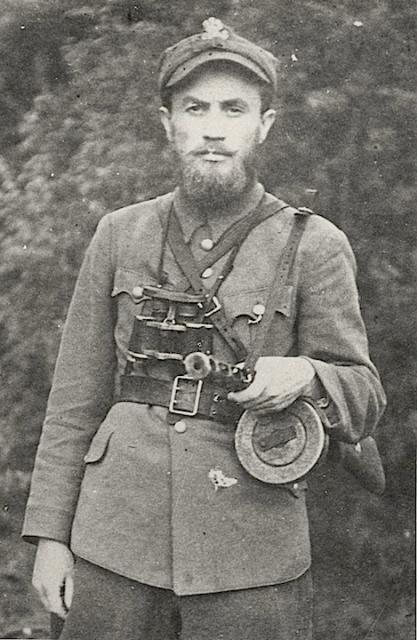
Anatol Radziwonik – „Olech”
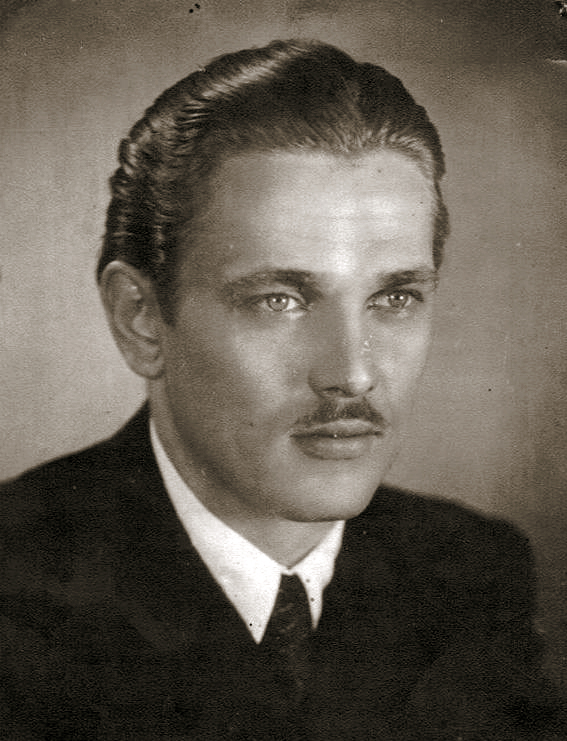
Henryk Flame – „Grot”, „Bartek”
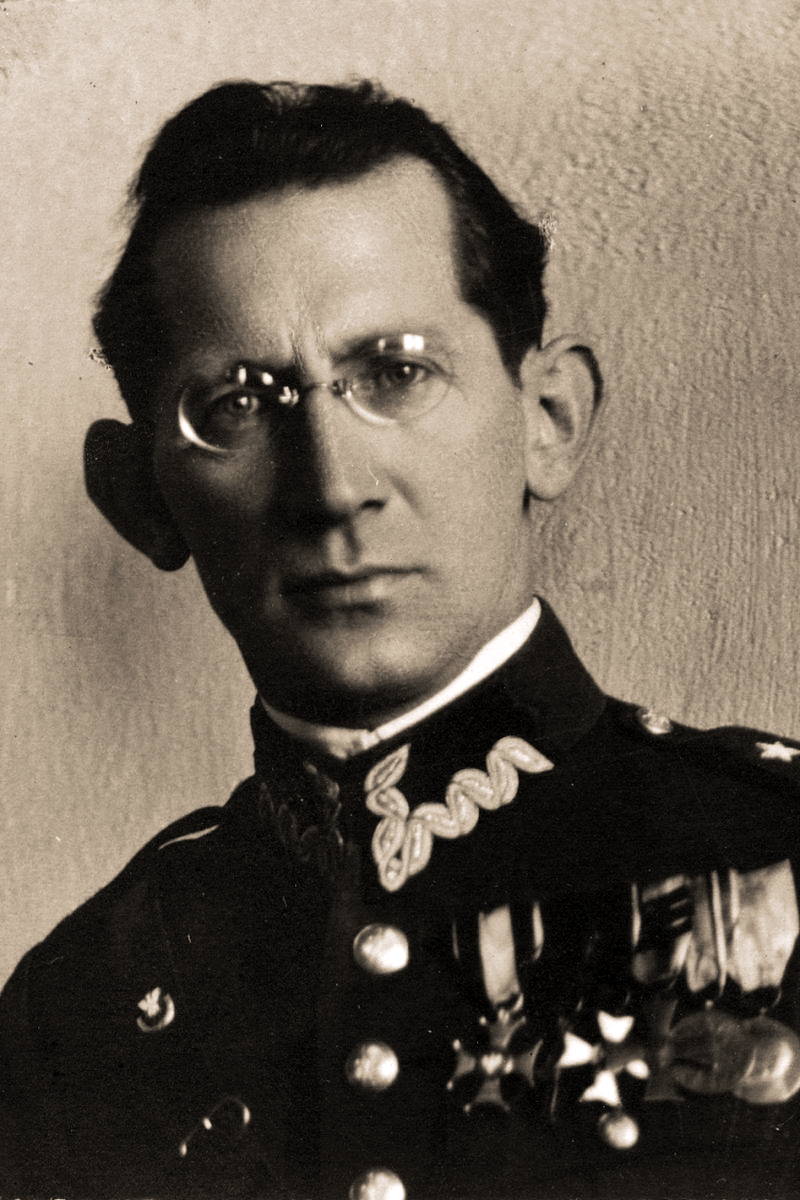
Wacław Lipiński – „Aleksander”
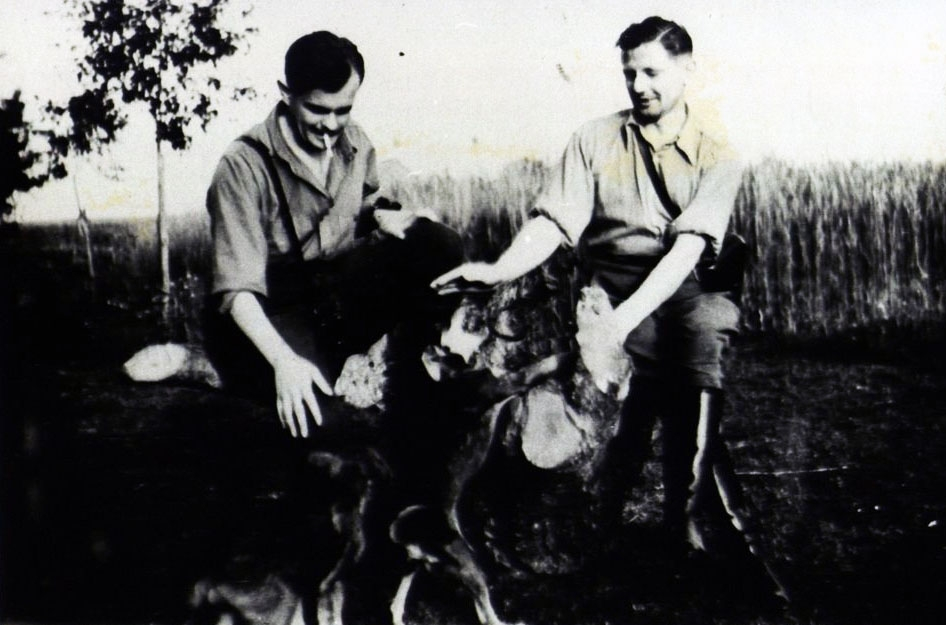
Hieronim Dekutowski – „Zapora” (po lewej) i Zdzisław Broński – „Uskok”
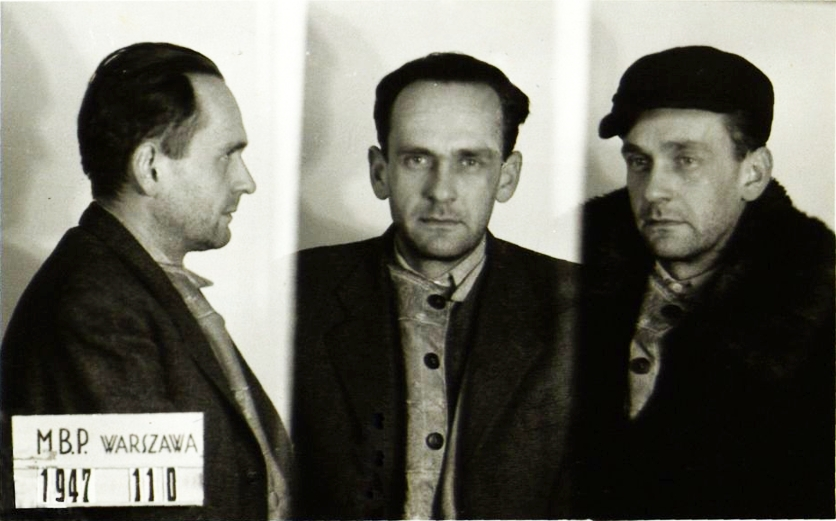
Stanisław Kasznica – „Wąsowski”
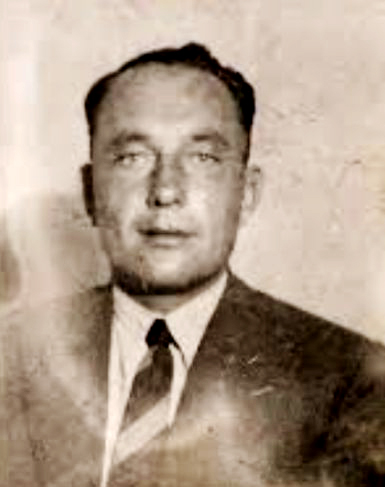
Władysław Łukasiuk „Młot”
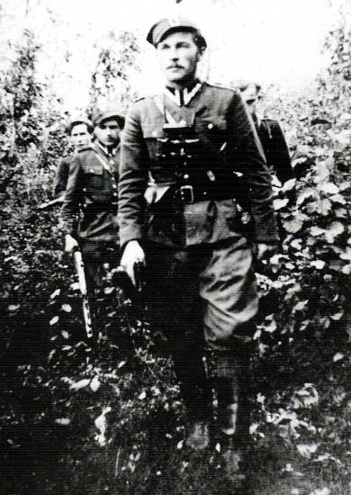
Mieczysław Dziemieszkiewicz – „Rój”
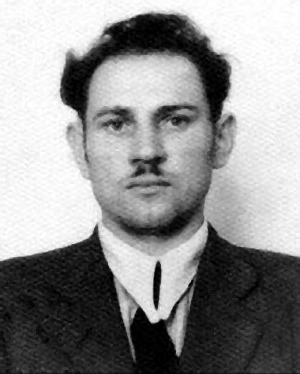
Antoni Żubryd – „Zuch”
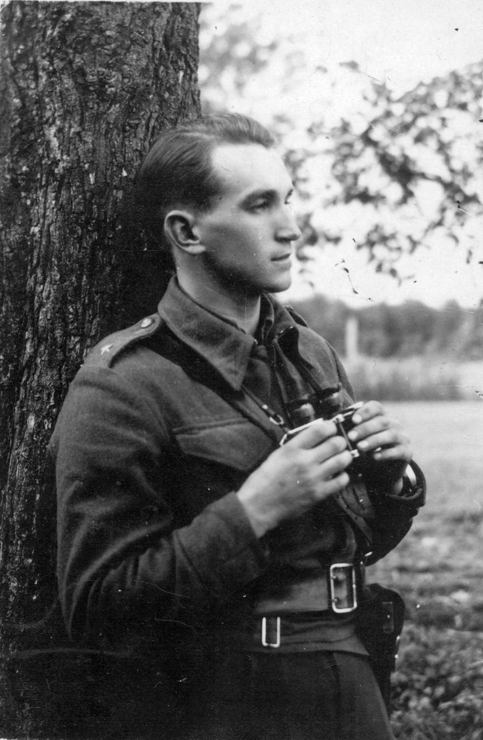
Zdzisław Badocha – „Żelazny”
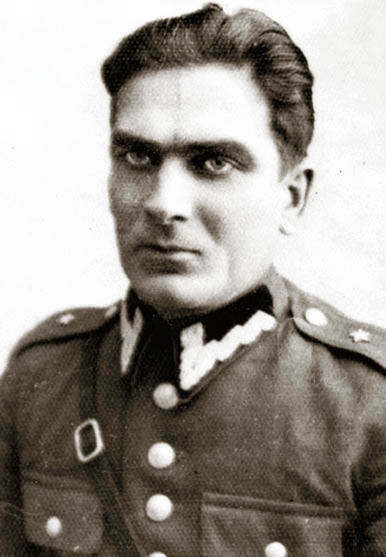
Franciszek Jaskulski – „Zagończyk”
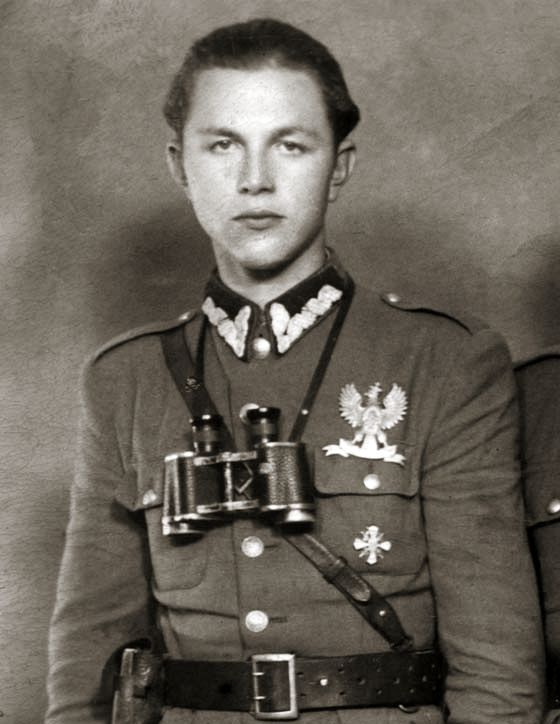
Tadeusz Zieliński – „Igła”
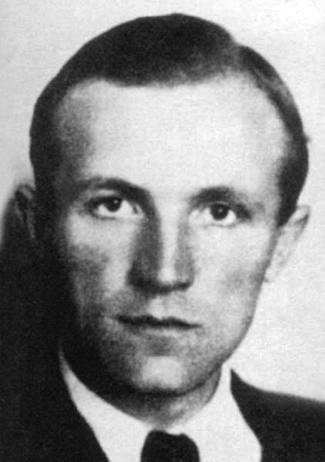
Wincenty Kwieciński – „Głóg”
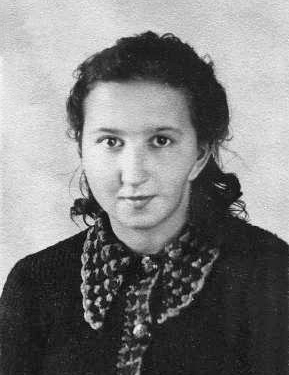
Danuta Siedzikówna – „Inka”
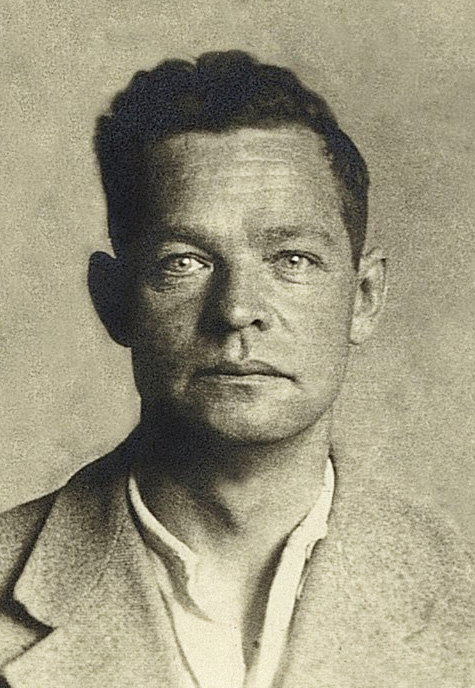
Feliks Selmanowicz – „Zagończyk”
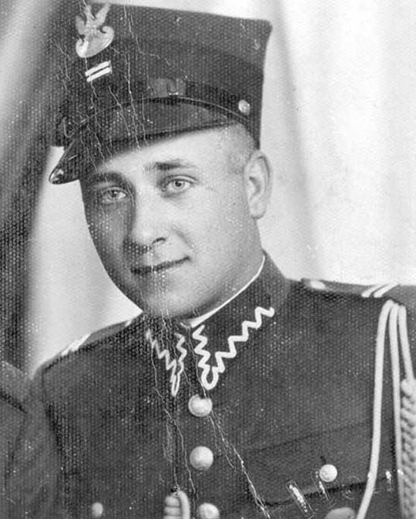
Józef Franczak – „Lalek”
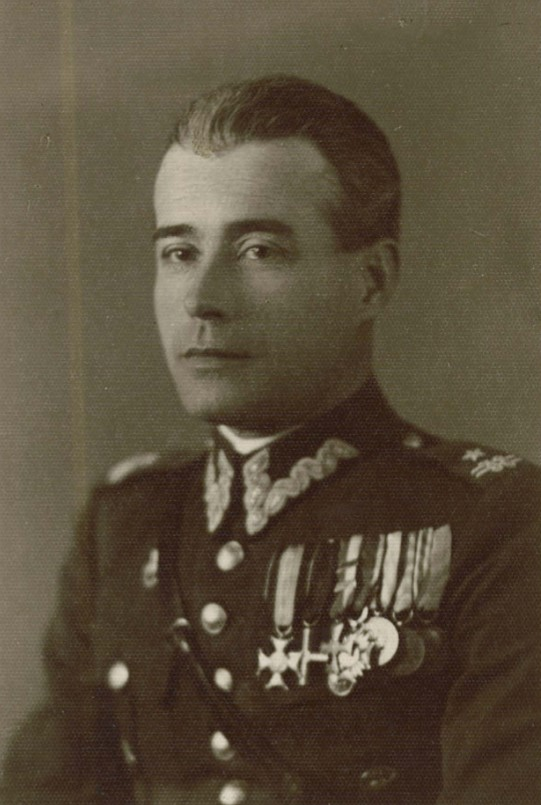
Franciszek Żak – „Wir”
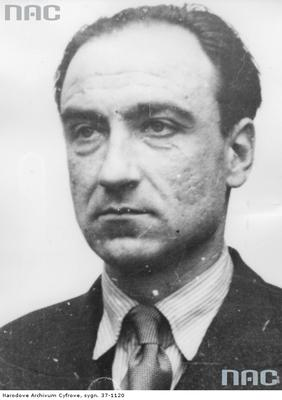
Czesław Rossiński – „Jemioła”
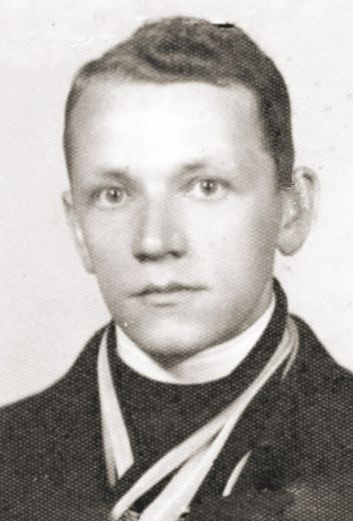
Władysław Gurgacz – kapelan ps. „Ojciec”

## Żołnierze wyklęci w kulturze

### Powieść
Powieściowe kreacje opisał Mariusz Solecki w książce „Literackie portrety żołnierzy wyklętych” (wyd. w 2013).

### Film

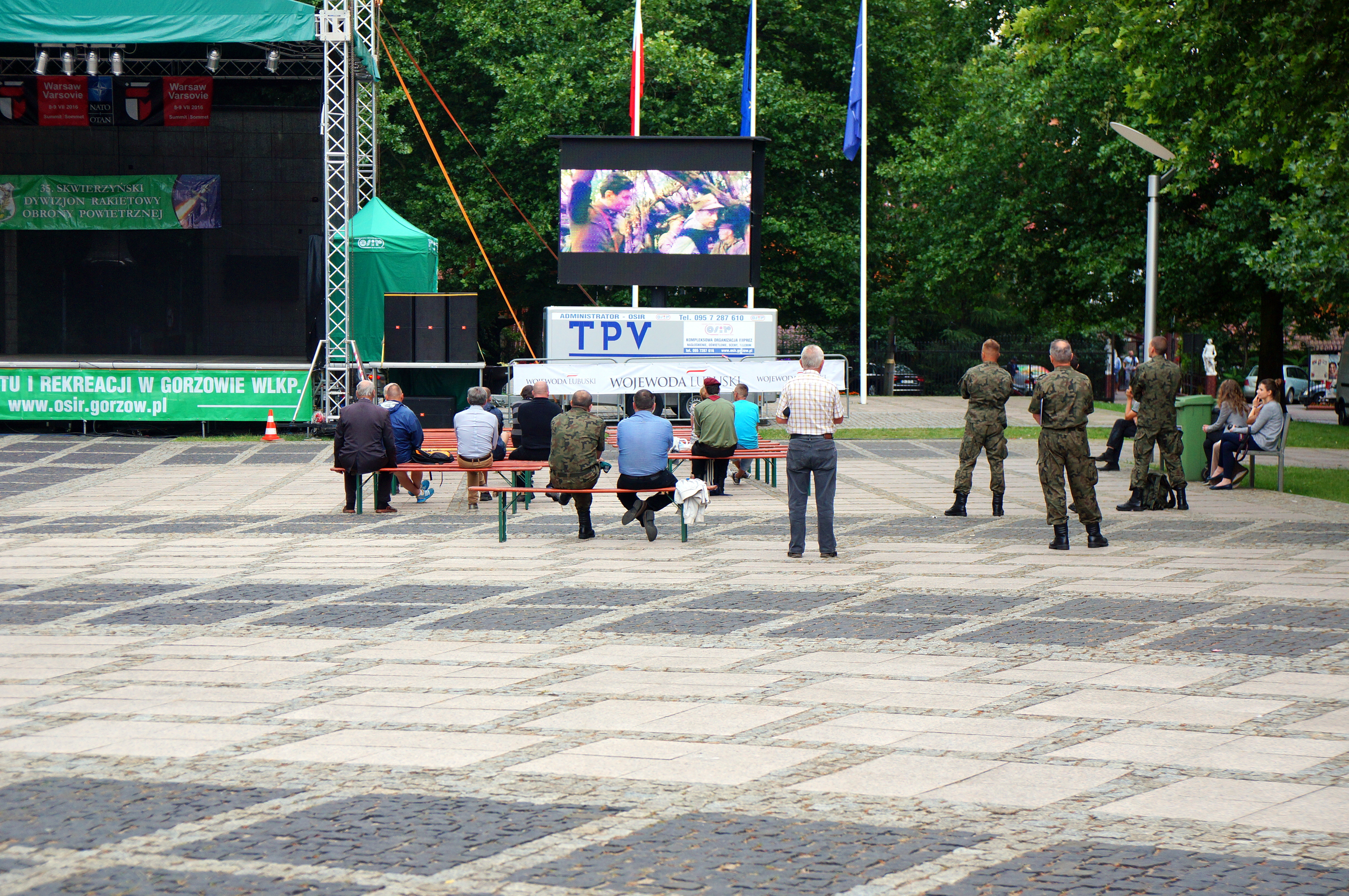
Plenerowa projekcja filmu „Historia Roja” w Gorzowie Wlkp. podczas Dni NATO w 2016 r.

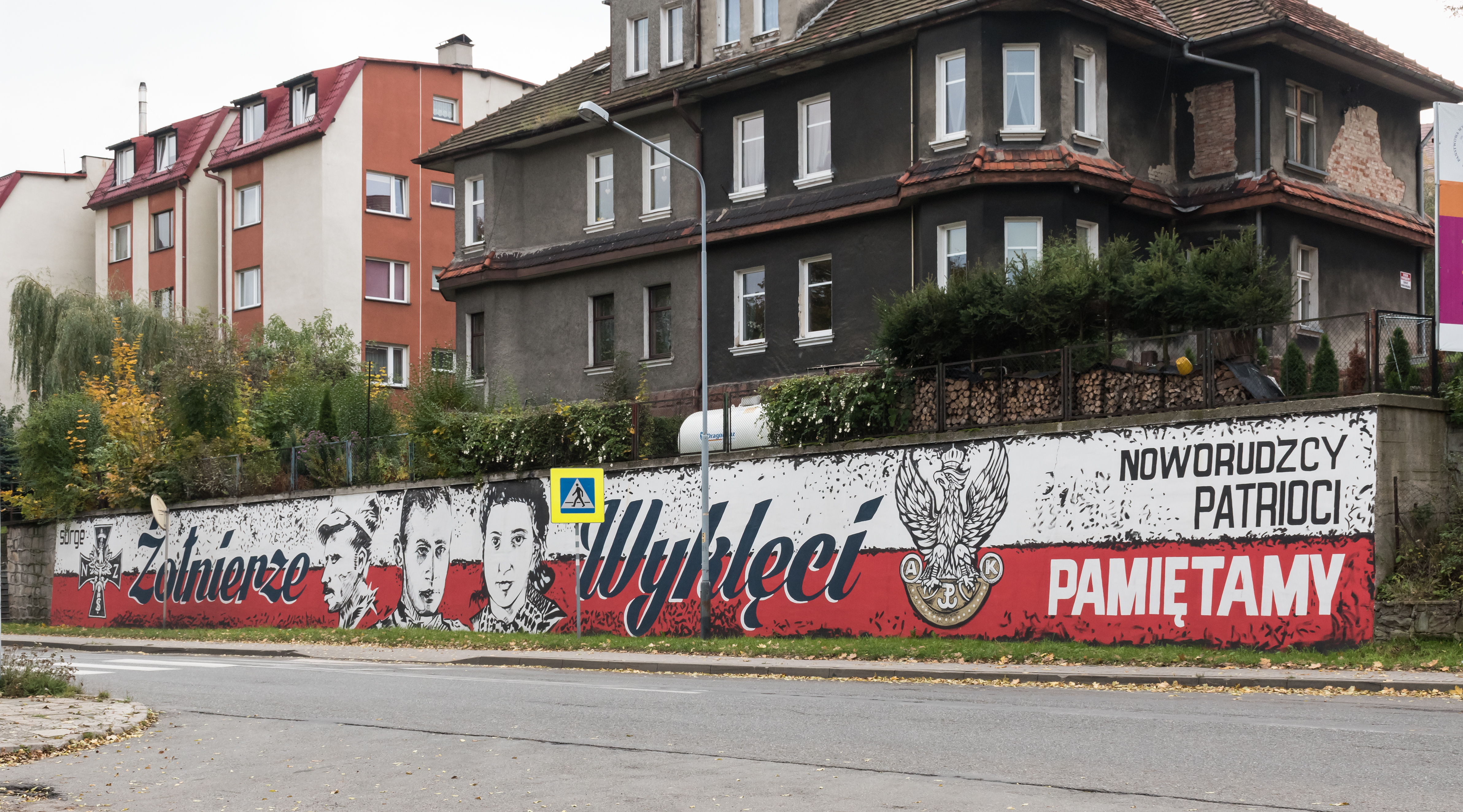
Mural w Nowej Rudzie

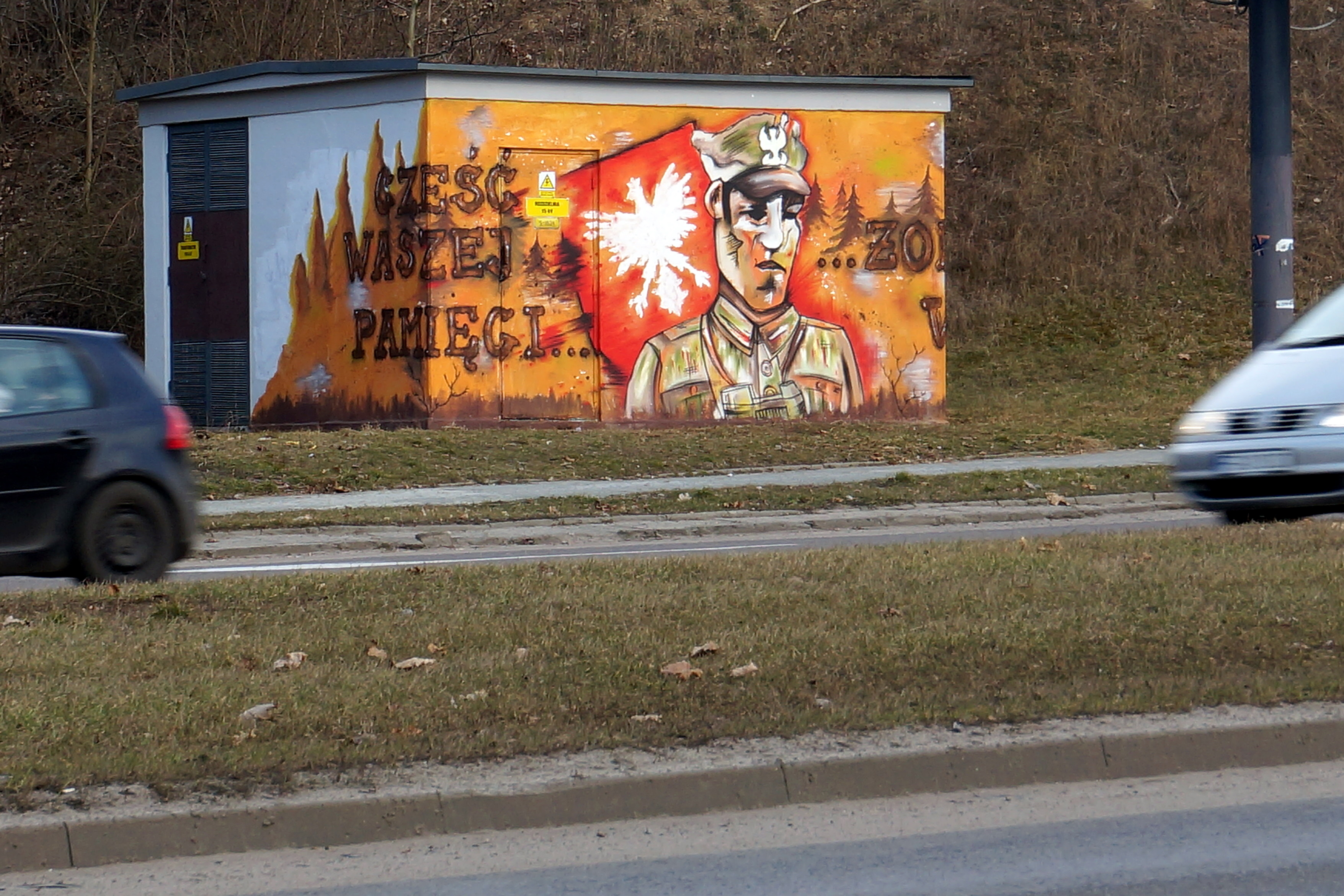
Mural w Gorzowie Wlkp.

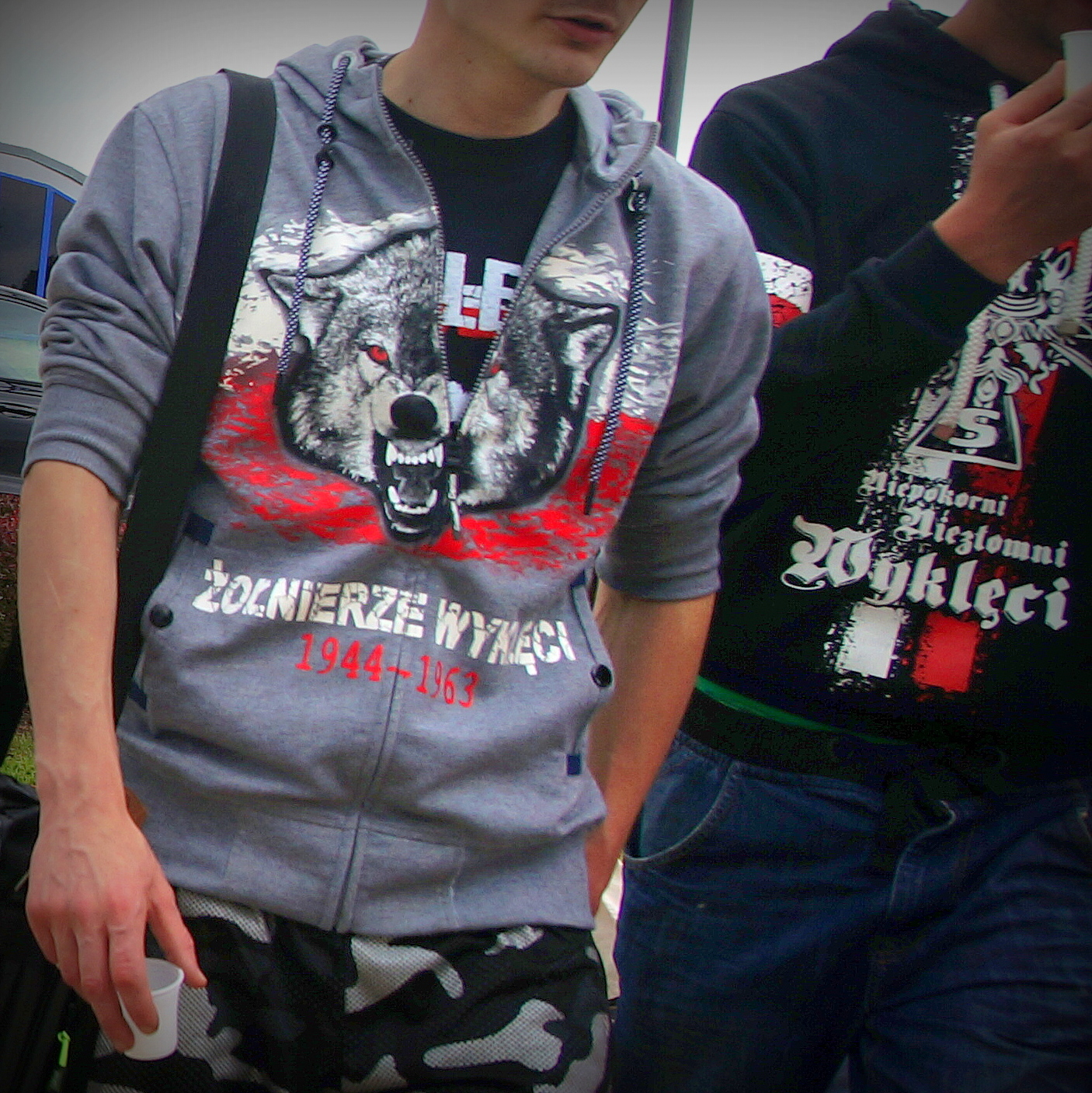
Symbolika żołnierzy wyklętych jako motyw graficzny na odzieży (2017)

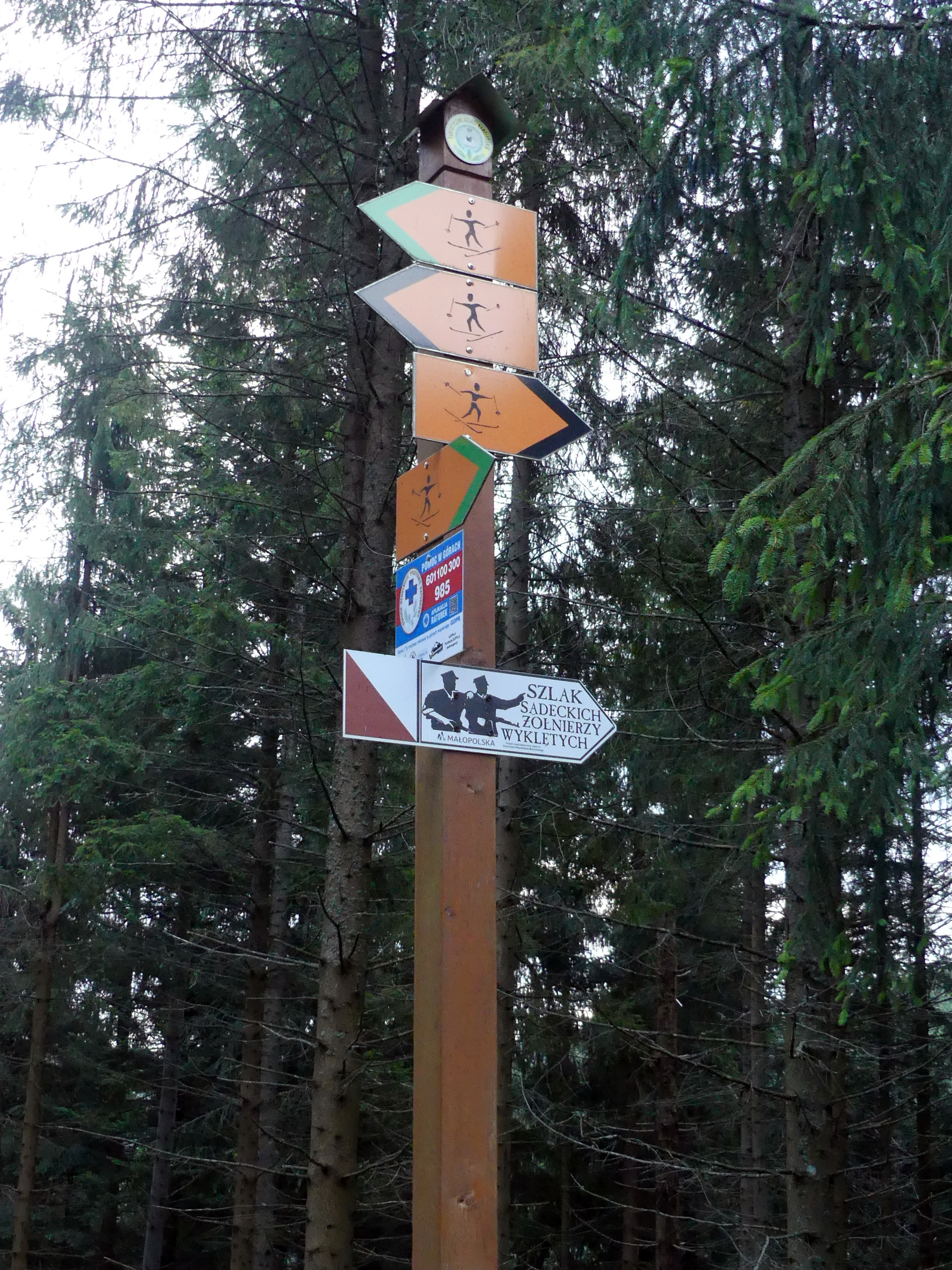
Szlak Sądeckich Żołnierzy Wyklętych w Beskidzie Sądeckim

- W 1958 roku powstał film fabularny Andrzeja Wajdy Popiół i diament.
- W 1990 roku powstał film dokumentalny Tadeusza Pawlickiego „Witold”, o Witoldzie Pileckim, z udziałem m.in. żony Rotmistrza, jego dzieci Zofii i Andrzeja, współpracowników Sieradzkiego, Płużańskiego oraz łączniczki „Nory” Ostrowskiej. W filmie wypowiada się też więzień Rakowieckiej ks. Tadeusz Stępień. Film emitowano wielokrotnie w TVP2, potem w TVP Historia.
- W 1995 powstał film dokumentalny Aliny Czerniakowskiej o polskim podziemiu antykomunistycznym po II wojnie światowej pt. Zwycięstwo z udziałem m.in. Leszka Żebrowskiego[50].
- W 1996 powstał film dokumentalny Tadeusza Pawlickiego pt. My, ogniowe dzieci, przedstawiający historię majora Józefa Kurasia ps. „Ogień”.
- W 2000 roku powstał film dokumentalny Mariusza Pietrowskiego pt. Łupaszko opisujący życie majora Zygmunta Szendzielarza ps. „Łupaszka”.
- W 2002 roku powstał film dokumentalny Grzegorza Królikiewicza o historii majora Józefa Kurasia ps. „Ogień” pt. A potem nazwali go bandytą.
- W 2007 roku powstał film dokumentalny Jerzego Zalewskiego – Elegia na śmierć „Roja”. Opowiadający historię Mieczysława „Roja” Dziemieszkiewicza.
- W 2008 powstał dwuczęściowy film dokumentalny W imieniu Polski Ludowej (prod. Discovery Historia)
- W 2009 powstał serial dokumentalny Żołnierze wyklęci (prod. Discovery Historia)[51]
- w 2013 roku powstał film dokumentalny Klamra. W przedsionku śmierci w reżyserii J. Lipskiego i P. Mielecha (prod. Fundacja Via Veritatis)
- W 2013 roku powstał film Ucieczka z piekła. Śladami Witolda Pileckiego w reżyserii Dariusza Walusiaka
- W 2015 roku powstał film Inka. Zachowałam się jak trzeba (prod. TVP)
- W 2015 roku powstał program dokumentalny Żołnierze Wyklęci w ramach serii Polimaty[52]
- W 2016 roku miała miejsce premiera filmu Historia Roja, czyli w ziemi lepiej słychać. Film przedstawiał historię Mieczysława Dziemieszkiewicza.
- W 2017 roku miała miejsce premiera filmu Wyklęty w reżyserii Konrada Łęckiego, który swoją fabułą nawiązuje do historii Józefa Franczaka – ps. „Lalek”.

### Muzyka
- W 1996 roku ukazała się płyta Leszka Czajkowskiego zatytułowana Śpiewnik oszołoma, na której kilka utworów poświęconych jest pamięci Żołnierzy Wyklętych m.in. utwór o tytule „Żołnierzom wyklętym”.
- W 2008 roku siłami różnych wykonawców (m.in. Forteca, Schmaletz, Irydion, Interzone) ukazała się płyta zatytułowana Twardzi jak stal. Muzyczny hołd dla Narodowych Sił Zbrojnych[53].
- W 2009 roku ukazała się płyta punkrockowego zespołu De Press zatytułowana Myśmy rebelianci, poświęcona pamięci Żołnierzy Wyklętych.
- W 2011 roku wokalista hip-hopowy Tadek wydał singiel pt. „Żołnierze Wyklęci” poświęcony zbrojnemu podziemiu antykomunistycznemu, działającemu na terenie Polski po zakończeniu II wojny światowej. Na płycie Niewygodna prawda wydanej w listopadzie 2012 roku utwór został poszerzony i ostatecznie powstały z niego dwie piosenki: „Żołnierze Wyklęci” i „Żołnierze Wyklęci cz. 2 «Historia Roja»”[54]. Na kontynuacji albumu z 2014 pt. Niewygodna prawda II. Burza 2014 pojawiły się m.in. utwory „Wolność i Niezawisłość” i „Major Łupaszko cz. 1” poświęcone Zrzeszeniu WiN i majorowi Zygmuntowi Szendzielarzowi[55].
- W 2011 roku ukazała się płyta grupy muzycznej wykonującej hip-hop Hemp Gru pt. Lojalność, na której znalazł się utwór „Zapomniani bohaterowie” poświęcony m.in. żołnierzom wyklętym.
- W 2012 roku zespół Obłęd wydał płytę 100% Obłęd, na której znalazł się utwór „Żołnierze Wyklęci” ku czci ich pamięci
- W 2013 roku na płycie NaRa rapera Ptaku ukazał się utwór „Żołnierze Wyklęci” opowiadający historię Józefa Kurasia, Ryszarda Kuklińskiego i Rafała Gan Ganowicza.
- W 2013 roku powstał album Panny wyklęte będący wydawnictwem projektu muzycznego Dariusza Malejonka i artystek polskiej sceny muzycznej. Koncepcja płyty została zainspirowana historiami przedstawicielek Żołnierzy Wyklętych.
- W 2013 roku raper Evtis opublikował trzy single poświęcone Żołnierzom Wyklętym. Pierwszy z nich – „Ochotnik” opowiada historię życia płk. Witolda Pileckiego, drugi – „Niezłomni Bohaterowie” opowiada o: Stanisławie Sojczyńskim ps. „Warszyc”, Łukaszu Cieplińskim „Pług” i Hieronimie Dekutowskim „Zaporze”, trzeci „Zachowałaś się jak trzeba” – Inka.
- W 2013 roku zespół Forteca wydał płytę „Kto dziś upomni się o pamięć” nawiązującą tematyką do „Żołnierzy Wyklętych”.
- W 2014 roku zespół Joined wydał piosenkę pt. „Zabrali mi ciebie Tato”, nawiązującej do pomordowanych na Łączce żołnierzy antykomunistycznego podziemia
- W 2014 roku szwedzki powermetalowy zespół Sabaton w piosence „Inmate 4859” upamiętnił Witolda Pileckiego.
- W 2015 roku zespół Horytnica wydał piosenkę pt. „Rój”, nawiązującej do jednego z Żołnierzy Wyklętych St. sierż. Mieczysława Dziemieszkiewicza ps. „Rój”[56].

Pośród polskich zespołów muzycznych, które upamiętniają Żołnierzy Wyklętych w wielu utworach muzycznych lub podczas wydarzeń i koncertów im poświęcanych można wymienić takie jak Irydion, Nordica, Pozytywka.

### Teatr
- 15 maja 2006 miała miejsce premiera spektaklu telewizyjnego Sceny Faktu pt. Śmierć rotmistrza Pileckiego. Widowisko wyreżyserował Ryszard Bugajski. W rolę Witolda Pileckiego wcielił się Marek Probosz[69].
- 22 stycznia 2007 miała miejsce premiera spektaklu Teatru Telewizji Inka 1946 w reżyserii Natalii Korynckiej-Gruz z Karoliną Kominek w roli głównej o Danucie Siedzikównie[70].